# Gerhard Schröder

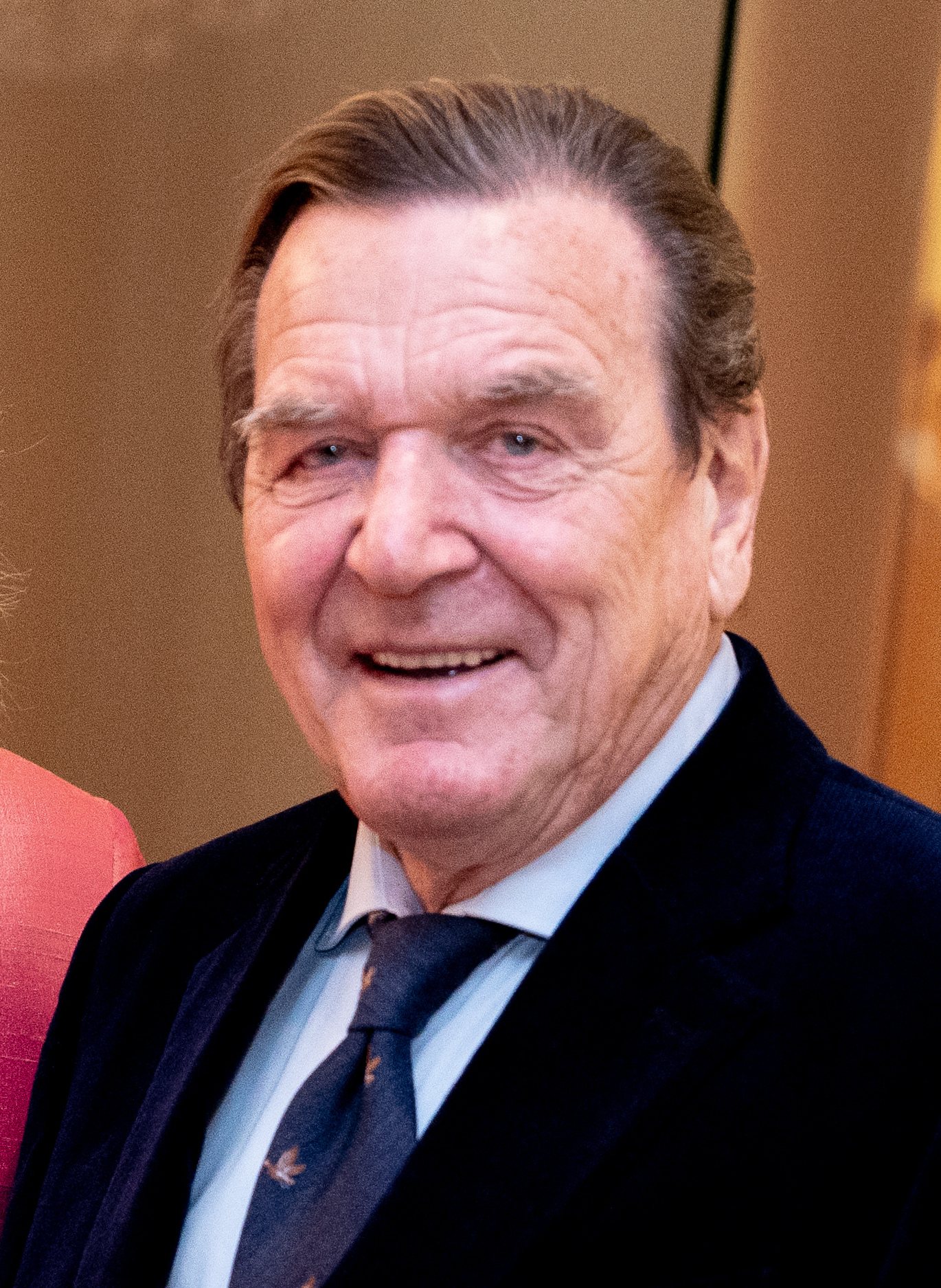
Gerhard Schröder (2018)

Gerhard Fritz Kurt „Gerd“ Schröder (* 7. April 1944 in Mossenberg/Lippe) ist ein ehemaliger deutscher Politiker (SPD). Er war von Oktober 1998 bis November 2005 der siebte Bundeskanzler der Bundesrepublik Deutschland und regierte in der ersten rot-grünen Koalition auf Bundesebene. Zuvor war Schröder von 1990 bis 1998 Ministerpräsident von Niedersachsen. Er war in den Jahren 1999 bis 2004 Bundesvorsitzender der SPD und von 1978 bis 1980 Bundesvorsitzender der Jusos. Während seiner Zeit als Bundeskanzler brachte er unter anderem die Agenda 2010 und die Hartz-Reformen auf den Weg. Infolgedessen spalteten sich Teile der SPD ab und gingen später in der neu gegründeten Linkspartei auf. Nach verlorener Vertrauensfrage kam es 2005 zu vorgezogenen Bundestagswahlen, bei der er die Mehrheit für eine Wiederwahl verlor. Seit dem Ende seiner politischen Karriere ist er als Wirtschaftsanwalt sowie in verschiedenen Positionen als Interessenvertreter des mit ihm befreundeten russischen Präsidenten Wladimir Putin und als Wirtschaftslobbyist tätig, unter anderem als Verwaltungsratspräsident des Ostsee-Pipeline-Betreibers Nord Stream 2. Weiterhin war er bis Ende 2021 Ehrenvorsitzender des Nah- und Mittelost-Vereins. Spätestens nach dem russischen Überfall auf die Ukraine im Februar 2022 geriet Schröder wegen seiner Russland-Nähe und insbesondere Putin-freundlichen Position in die Kritik. Infolgedessen wurde gegen Schröder als bislang einzigem Bundeskanzler ein Parteiausschlussverfahren angestrengt, das jedoch scheiterte.

## Leben

### Herkunft, Kindheit, Ausbildung und Beruf
Gerhard Schröder wurde als zweites Kind der Eheleute Gunhild Erika Schröder, geb. Lauterbach (1913–2012), und Fritz Werner Schröder (1912–1944) auf einem Bauernhof im lippischen Mossenberg (heute Blomberg) geboren. Schröders Mutter war mit einer Freundin dorthin geflohen, um den Luftangriffen der Alliierten zu entkommen. Fritz Schröder war elternlos aufgewachsen und lebte bis 1939 als oft obdachloser Gelegenheitsarbeiter und Landarbeiter, der mehrmals wegen Diebstahls verurteilt wurde. Nach seiner Strafentlassung 1939 zog er mit Erika Lauterbach, die er 1936 kennengelernt hatte, und der gemeinsamen Tochter Gunhild (1939–2017) zu seiner Mutter und Gerhard Schröders späterem Stiefvater Paul Vosseler (1906–1966) nach Detmold, wo Erika und Fritz Schröder am 28. Oktober 1939 heirateten, also kurz nach Beginn des Zweiten Weltkrieges.
1940 wurde er eingezogen. Am 4. Oktober 1944 fiel er als Obergefreiter der Wehrmacht bei Rückzugsgefechten nahe Klausenburg in Siebenbürgen während der Ostkarpatischen Operation der Roten Armee. Seinen sechs Monate alten Sohn hatte er nicht zu Gesicht bekommen. 2001 spürte Gerhard Schröders Schwester das Grab des Vaters in Ceanu Mare auf.
Schröder schilderte 2004 der Öffentlichkeit seine Jugend und erklärte, zu den Ärmsten der Armen gezählt zu haben. Die Mutter sorgte mit ihrer Arbeit für die Kinder, ihre Eltern, ihren neuen Ehemann Paul Vosseler, der von ihrer Schwiegermutter aus erster Ehe Klara Vosseler geschieden war, und die drei Halbgeschwister Gerhard Schröders, Lothar (1947–2019), Heiderose und Ilse Vosseler, die aus der neuen Ehe hervorgingen. Die Schröders waren auf Fürsorge (Sozialhilfe) angewiesen. Über das Ansehen seiner Familie behauptete der spätere Kanzler: „Wir waren die Asozialen.“ Seine Kindheit verbrachte Schröder von 1945 bis 1957 in Bexten (heute zu Bad Salzuflen gehörend) und besuchte die dortige Volksschule. 1957 zog die achtköpfige Patchworkfamilie in eine Zweizimmerwohnung nach Osterhagen um, bis 1958 besuchte Schröder die Volksschule im benachbarten Talle. Danach absolvierte er in einem Porzellangeschäft in Lemgo bis 1961 eine Lehre zum Einzelhandelskaufmann und arbeitete anschließend bis zum Jahresende in einer Eisenwarenhandlung in Lage. Als einziger Sohn eines im Zweiten Weltkrieg gefallenen Vaters war Schröder vom Wehrdienst befreit. Nach seiner Lehrzeit besuchte er von 1962 bis 1964 neben der Arbeit in einer Eisenwarenhandlung in Göttingen eine Abendschule für den Abschluss der Mittleren Reife und anschließend zur Erlangung der Hochschulreife zunächst ein Jahr das Siegerland-Kolleg in Weidenau und ab 1965 das Westfalen-Kolleg in Bielefeld, an dem er 1966 das Abitur bestand. Im selben Jahr begann Schröder an der Georg-August-Universität Göttingen ein Studium der Rechtswissenschaften, das er 1971 mit dem ersten juristischen Staatsexamen abschloss. Nach dem Referendariat am Landgericht Hannover folgte 1976 das zweite Staatsexamen.
Im Jahr 1976 wurde er als Rechtsanwalt am Landgericht Hannover zugelassen. Er arbeitete zunächst als angestellter Rechtsanwalt und wurde 1978 Sozius der Anwaltskanzlei Holtfort in Hannover. Er übte diesen Beruf bis zu seiner Wahl zum niedersächsischen Ministerpräsidenten im Jahr 1990 aus und vertrat unter anderem den damals als RAF-Terroristen inhaftierten Horst Mahler, dem er zum einen zu vorzeitiger Entlassung aus dem Gefängnis und später zur Wiederzulassung als Anwalt verhalf. Ebenso war er Vertreter der Nebenklage bei der Verhandlung des Fememords am Skinhead und Neonazi Gerd-Roger Bornemann, dem Sohn eines sozialdemokratischen Gewerkschaftsfunktionärs.

### Parteilaufbahn
Schröder ist seit 1963 Mitglied der Sozialdemokratischen Partei Deutschlands (SPD). 1971 wurde er als Nachfolger Herbert Schmalstiegs Vorsitzender der Jusos im Bezirk Hannover. Von 1978 bis 1980 war er auch deren Bundesvorsitzender als Nachfolger des 1977 aus der Partei ausgeschlossenen (1983 aber mit Unterstützung Schröders wieder in die SPD eingetretenen) Klaus Uwe Benneter. Schröder bezeichnete sich selbst als „konsequenten Marxisten“. Er wurde innerhalb der Jusos dem linken Flügel der „Antirevisionisten“ zugerechnet, erklärte aber, sein „Fraktionsdenken“ sei begrenzt und seine inhaltlichen Positionen würden sich nicht wesentlich von denen Benneters vom „Stamokap“-Flügel unterscheiden. Ab 1979 war er Mitglied des SPD-Parteirates.
Für die Landtagswahl in Niedersachsen am 15. Juni 1986 war als Spitzenkandidatin der Partei zunächst Anke Fuchs vorgesehen, ehemalige Bundesministerin für Jugend, Familie und Gesundheit. Sie verzichtete, nachdem Schröder seine Kandidatur angekündigt und sich dabei der Unterstützung mehrerer Kreisverbände seiner Partei versichert hatte.
Im Mai 1980 besuchte er in seiner Funktion als Juso-Vorsitzender die „Republik Freies Wendland“, das Hüttendorf der Bauplatzbesetzung der kerntechnischen Endlager-Erkundung für den Salzstock Gorleben-Rambow. Schröder sprach sich dabei gegen die Räumung aus. Schröder befürwortete schon 1979 als Juso-Vorsitzender eine strategische Zusammenarbeit mit den Grünen. Mitte der 1980er-Jahre gab es innerhalb der SPD Diskussionen über potenzielle Koalitionspartner, sowohl auf Landes- als auch auf Bundesebene, wobei der Kanzlerkandidat Johannes Rau für die Bundestagswahl am 25. Januar 1987 eine Koalition mit den Grünen ausschloss und auf eine absolute Mehrheit der SPD setzte. Schröder schwenkte auf diese Linie ein und schloss schon im Herbst 1985 eine rot-grüne Koalition für Niedersachsen nach der Landtagswahl 1986 aus. Im Oktober 2020, fünfzehn Jahre nach Ende seiner Zeit als Kanzler einer rot-grünen Koalition, bezeichnete Schröder die Grünen als „neokonservative Partei“, von deren Idealen im Fall einer schwarz-grünen Koalition nicht mehr viel bleiben werde.
Vom 16. Juli 1994 bis zum 29. September 1998 war er als Nachfolger von Johann Bruns Landesvorsitzender der Sozialdemokraten in Niedersachsen. Im Jahr 1993 bewarb sich Schröder um die Nachfolge Björn Engholms, der wegen seiner früheren Falschaussage vor dem Barschel-Untersuchungsausschuss als Bundesvorsitzender der SPD zurückgetreten war. Bei der Urwahl des SPD-Bundesvorsitzenden im Juni 1993 kandidierte Schröder gegen Rudolf Scharping und Heidemarie Wieczorek-Zeul, wobei er zugleich seine Kanzlerkandidatur für 1994 erklärte, unterlag aber Scharping. Scharping nahm Schröder in seine Kommission zur Erarbeitung des SPD-Regierungsprogramms auf und ernannte ihn zum Zuständigen für Energiefragen. In Scharpings Schattenkabinett zur Bundestagswahl 1994 wurde ihm ein Superministerium für Wirtschafts-, Verkehrs- und Energiepolitik zugedacht. Im August 1995 äußerte Schröder Zweifel an den Führungsqualitäten Scharpings und sprach ihm die erneute Anwartschaft auf die Kanzlerkandidatur ab. Nachdem Schröder erklärt hatte, es gehe nicht mehr um sozialdemokratische, sondern um moderne Wirtschaftspolitik, wurde ihm das Amt des wirtschaftspolitischen Sprechers seiner Partei entzogen. Im November desselben Jahres, nachdem Oskar Lafontaine zum neuen Parteichef gewählt und damit Rudolf Scharping de facto entmachtet war, erhielt Schröder das Amt des wirtschaftspolitischen Sprechers wieder zurück.
Nach dem Rücktritt Oskar Lafontaines von allen Ämtern im März 1999 wurde Schröder zum SPD-Vorsitzenden gewählt und behielt dieses Amt bis 2004. Nachdem Schröder kontinuierlich Popularitätsverluste hatte hinnehmen müssen, entschloss er sich, den Parteivorsitz abzugeben. Auf einem Sonderparteitag wurde Franz Müntefering, Vorsitzender der Bundestagsfraktion, am 21. März 2004 zum neuen Vorsitzenden der SPD gewählt. Schröder rechtfertigte seine Entscheidung auf einer Pressekonferenz damit, sich „noch intensiver um Regierungsangelegenheiten kümmern“ zu müssen.

#### Parteiausschlussverfahren
Ab April 2022 lief ein Parteiausschlussverfahren gegen Schröder, nachdem verschiedene Gliederungen der SPD Anträge darauf gestellt hatten. Hintergrund war Schröders Nähe zum russischen Präsidenten Wladimir Putin, auch nachdem dieser den russischen Überfall auf die Ukraine zwei Monate zuvor befohlen hatte.
Am 14. Juli 2022 eröffnete die zuständige Schiedskommission des SPD-Unterbezirks Hannover die Verhandlung über den Ausschluss, nachdem 17 formell gültige Anträge eingegangen waren. Die Verhandlungsführung übernahm der Kreisverband Heidelberg, der am 1. März 2022 als erster den Ausschluss beantragt hatte.
Nach Prüfung kam das SPD-Schiedsgericht zu dem Ergebnis, dass Schröder mit seinem Engagement für russische Staatskonzerne nicht gegen die Parteiordnung der SPD verstoßen habe, und lehnte einen Parteiausschluss ab. Ein Verstoß könne Schröder nicht nachgewiesen werden, entschied die Schiedskommission am 8. August in erster Instanz. Sieben der ursprünglich 17 Gliederungen der Partei legten Berufung gegen die Entscheidung ein. Im März 2023 wies die Schiedskommission des SPD-Bezirks Hannover Anträge mehrerer SPD-Gliederungen in zweiter Instanz zurück.
Am 15. Mai 2023 bestätigte die Bundesschiedskommission der Partei in dritter und letzter Instanz Schröders Verbleib in der SPD und wies die Einsprüche der Ortsvereine Leipzig-Ost/Nordost in Sachsen und Leutenbach in Baden-Württemberg „aus formalen Gründen“ ab.

### Abgeordneter in Bundestag und Landtag

#### Mitgliedschaft im Bundestag (1980–1986)
Bei der Bundestagswahl am 5. Oktober 1980 kandidierte Schröder erfolgreich für einen Sitz im Bundestag, dem er zunächst sechs Jahre lang angehörte. Er vertrat im Parlament zuerst den Bundestagswahlkreis Hannover Land I, den er mit 50 % der Erststimmen gewonnen hatte. Bei der Bundestagswahl 1983 erreichte Schröder hier 44,6 % der Erststimmen. Er verlor damit den Wahlkreis gegen Dietmar Kansy, den Kandidaten der CDU. Über die Landesliste der SPD konnte er dennoch in den Bundestag einziehen.

#### Mitgliedschaft im Niedersächsischen Landtag (1986–1998)

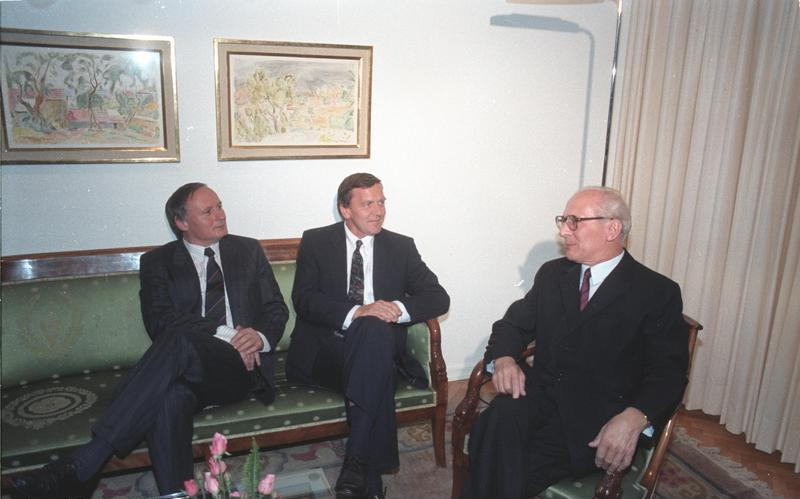
Erich Honecker in Saarbrücken im Rahmen seines Staatsbesuchs in der Bundesrepublik bei Ministerpräsident Oskar Lafontaine und dem niedersächsischen SPD-Fraktionsvorsitzenden Gerhard Schröder, 1987

Bei der Landtagswahl in Niedersachsen 1986 gewann Gerhard Schröder das Direktmandat im Landtagswahlkreis Lehrte und verteidigte es bei den nächsten beiden Landtagswahlen 1990 und 1994.
Unter Schröders Führung gelang es der SPD trotz deutlicher Zugewinne nicht, stärkste Fraktion zu werden. Die CDU verlor zwar ihre absolute Mehrheit, konnte aber mit der FDP bei knapper Mehrheit die Regierungskoalition bilden (Kabinett Albrecht V).
Schröder legte sein Bundestagsmandat nieder und wechselte als SPD-Fraktionsvorsitzender und Oppositionsführer in den Niedersächsischen Landtag, dem er bis 1998 angehörte.
Wie auch andere führende SPD-Politiker nahm Schröder bis 1989 zur deutschen Wiedervereinigung ausdrücklich eine distanzierte bis ablehnende Haltung ein. Am 12. Juni 1989 zitierte ihn die Bild-Zeitung aus einer Plenarsitzung des niedersächsischen Landtages mit folgenden Worten:

„Nach 40 Jahren Bundesrepublik sollte man eine neue Generation in Deutschland nicht über die Chancen einer Wiedervereinigung belügen. Es gibt sie nicht. Und es gibt wichtigere Fragen der deutschen Politik in Europa.“

In der Hannoverschen Allgemeinen Zeitung äußerte er am 27. September 1989, eine auf Wiedervereinigung gerichtete Politik sei „reaktionär und hochgradig gefährlich“.

### Ministerpräsident von Niedersachsen (1990–1998)

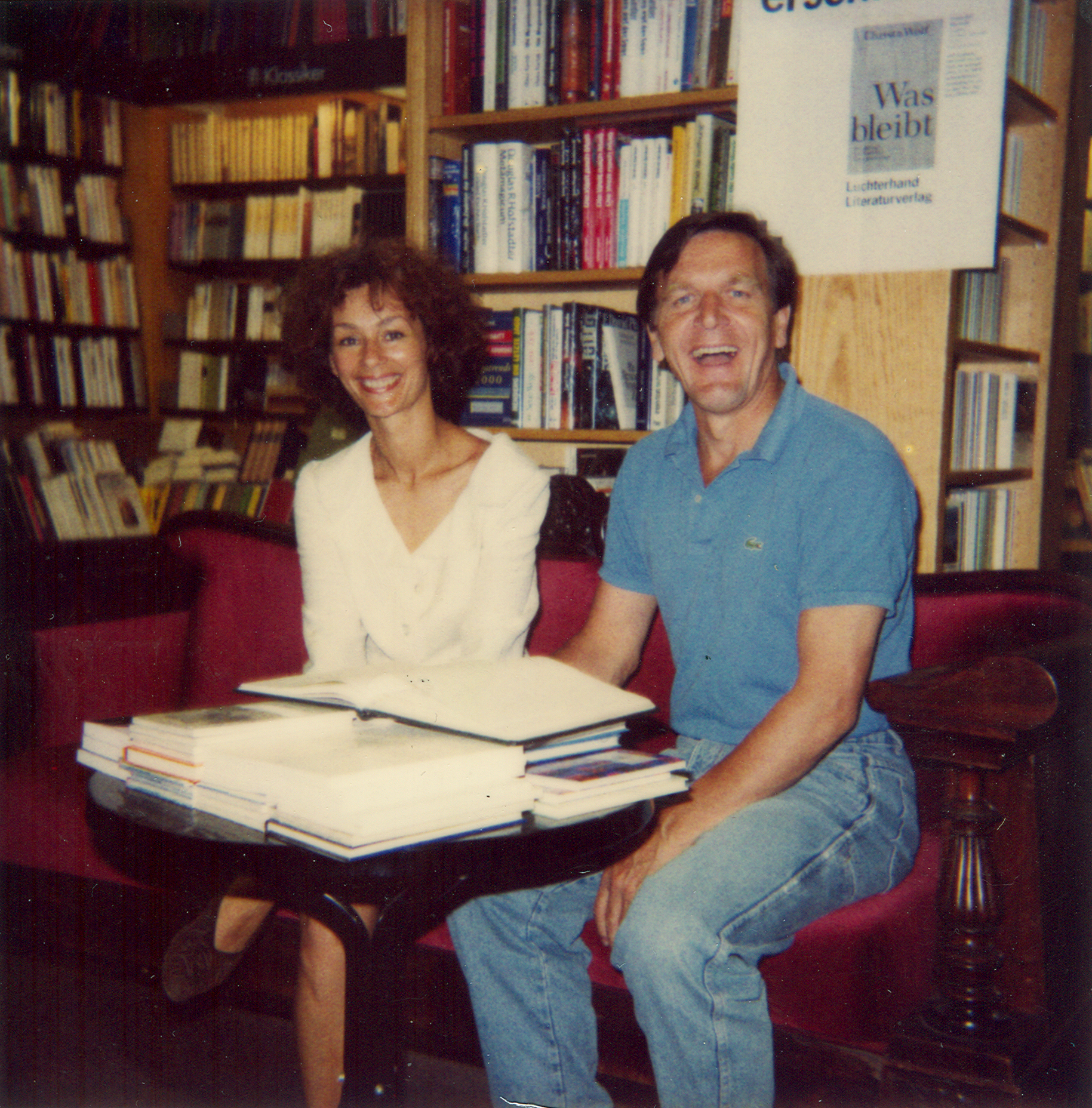
1990 mit seiner dritten Ehefrau Hiltrud Schwetje, wenige Tage nach seiner Wahl zum Ministerpräsidenten

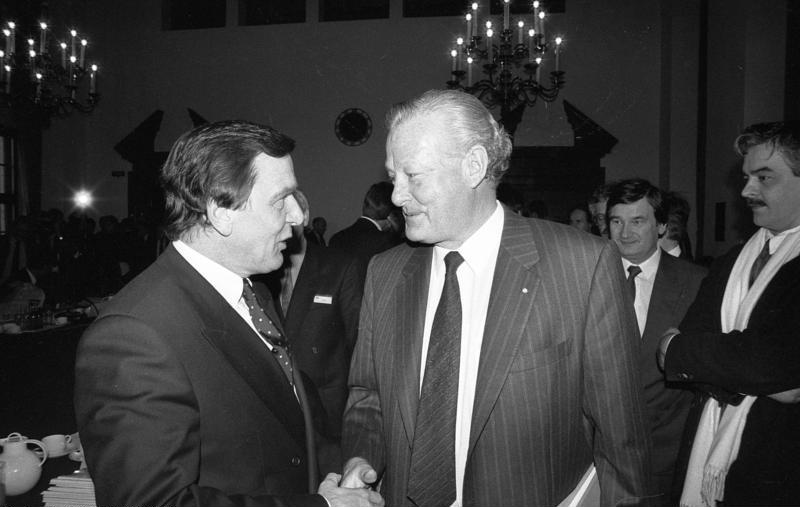
Gerhard Schröder als niedersächsischer Ministerpräsident 1990 mit seinem bayerischen Amtskollegen Max Streibl

Zur Landtagswahl in Niedersachsen 1990 war Schröder erneut Spitzenkandidat der SPD Niedersachsen. Am 21. Juni 1990 wurde er mit rot-grüner Parlamentsmehrheit zum Ministerpräsidenten gewählt. Die Landtagswahl in Niedersachsen 1994 und die Landtagswahl in Niedersachsen 1998 bestätigten ihn im Amt. Als Ministerpräsident war er vom 1. November 1997 bis zum 27. Oktober 1998 auch Präsident des Bundesrats.

#### Landesregierung Schröder I
In seiner ersten Regierungserklärung formulierte Schröder 1990 seine Leitmotive: „Modernisierung der Wirtschaft, ökologische Vernunft, soziale Gerechtigkeit und kulturelle Vielfalt“. Er setzte vor allem auf „sozialdemokratischen Pragmatismus“, der allerdings immer wieder zu Konflikten mit dem Koalitionspartner Bündnis 90/Die Grünen führte.
In seiner Amtszeit zeigte er sich als Verfechter eines neuen energiepolitischen Konsens. Zudem einigte er sich mit Hamburg über die Abtretung des Amerikahafens in Cuxhaven an Niedersachsen.
Im Jahr 1992 geriet Schröder als Ministerpräsident unter Druck wegen seines Einsatzes für Waffenexportgeschäfte und wegen der Zustimmung Niedersachsens zum Asylkompromiss im Bundesrat, den sein Koalitionspartner Bündnis 90/Die Grünen grundsätzlich ablehnte.
Wie alle niedersächsischen Ministerpräsidenten gehörte Schröder dem Aufsichtsrat der Volkswagen AG an, an der das Land Niedersachsen mit 20 % der Aktien beteiligt ist. Ein Besuch des Wiener Opernballs mit seiner Ehefrau, zu dem er von VW-Chef Ferdinand Piëch eingeladen worden war, wurde in der Öffentlichkeit in einer Zeit der sozialen Einschnitte kritisiert.

#### Landesregierung Schröder II
Bei der niedersächsischen Landtagswahl 1994 erreichte die SPD unter Schröders Führung eine absolute Mehrheit und regierte fortan ohne Koalitionspartner. Er setzte angesichts der hohen Verschuldung des Landes ein rigoroses Sparprogramm durch, das in der SPD-Landtagsfraktion wegen des Personalabbaus in Schulen und bei der Polizei sehr umstritten war.
Schröder sprach sich gegen Ende der zweiten Amtszeit für einen grundlegenden Kurswechsel in der Umweltpolitik und eine „kontrollierte Verschiebung“ des Euro aus.

#### Landesregierung Schröder III
Als Schröder bei der Landtagswahl am 1. März 1998 erneut die absolute Mehrheit der Landtagsmandate holte, erklärte ihn SPD-Bundesgeschäftsführer Franz Müntefering noch am Wahlabend zum Kanzlerkandidaten der SPD für die Wahl zum 14. Deutschen Bundestag am 27. September 1998.

### Bundeskanzler (1998–2005)

#### Bundesregierung Schröder I 1998–2002
Das Ergebnis der Bundestagswahl bedeutete ein Novum in der Geschichte der Bundesrepublik: Erstmals verlor eine amtierende Regierungskoalition ihre parlamentarische Mehrheit und wurde durch die bisherige Opposition ersetzt; und erstmals erhielten die Parteien, die sich traditionell als „links der Mitte“ einstufen (SPD, Grüne, PDS), mehr als 50 Prozent der Stimmen. Die SPD hatte sich jedoch im Wahlkampf als Partei einer „Neuen Mitte“ dargestellt. Mit dem Ergebnis konnte Schröder die erste rot-grüne Koalition auf Bundesebene bilden. Weil zum ersten Mal Vertreter der neuen sozialen Bewegungen an die Regierung gelangten, sprach man vom „Projekt Rot-Grün“, das einen Wandel in der politischen Kultur Deutschlands verkörpern sollte.

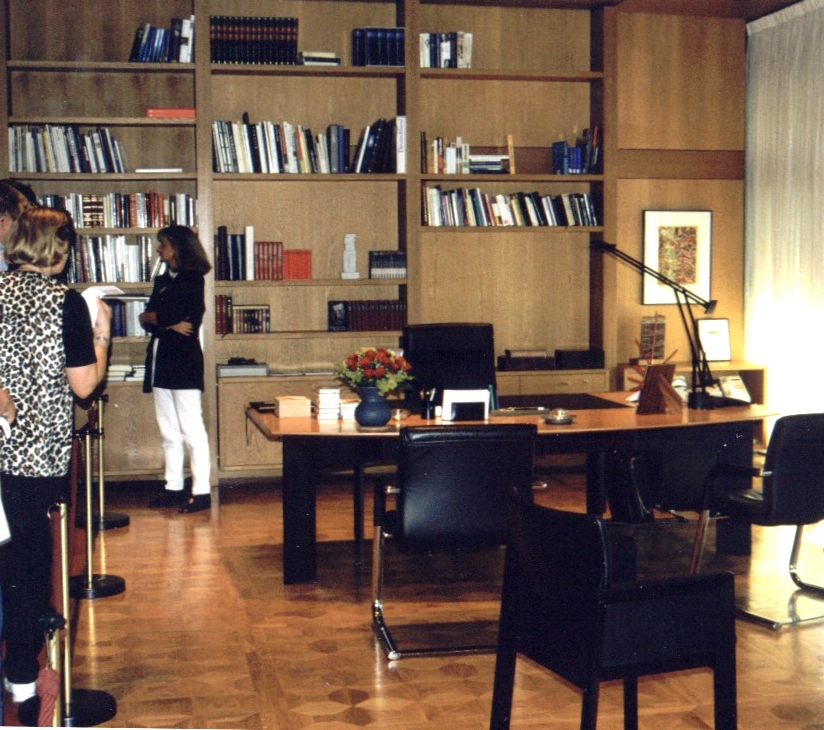
Schröders Schreibtisch, Bonn 1999

Schröder wurde am 27. Oktober 1998 zum siebten Bundeskanzler der Bundesrepublik Deutschland gewählt. Er war nach Willy Brandt und Helmut Schmidt der dritte sozialdemokratische Bundeskanzler. Bei seiner Wahl erhielt Schröder bei 287 Gegenstimmen und 27 Enthaltungen 351 Stimmen, obwohl die rot-grüne Koalition nur 345 Mandate innehatte. Es war das erste und bislang einzige Mal, dass ein deutscher Bundeskanzler mit „fremden“ Stimmen gewählt wurde. Schröder machte als erster deutscher Bundeskanzler von der Möglichkeit Gebrauch, den Eid auf das Grundgesetz ohne religiöse Beteuerung zu leisten. Nach einer kurzen Zeit mit Bodo Hombach wurde 1999 Frank-Walter Steinmeier als Leiter des Bundeskanzleramts einer der engsten Mitarbeiter Schröders. Gerhard Schröder bezog am 2. Mai 2001 als erster Bundeskanzler das neu errichtete Gebäude des Bundeskanzleramts in Berlin.
Schröder bezeichnete seinen Regierungsstil in der ersten Amtszeit als Bundeskanzler als „Politik der ruhigen Hand“; je nach politischer Einstellung wurde er von anderen als pragmatisch und sachorientiert oder als populistisch bzw. visionslos eingestuft.
Bei der Vorbereitung seiner Reformprojekte stützte sich Schröder nicht nur auf die Ministerien und das Parlament, sondern berief zu den Einzelthemen eine Reihe von beratenden Gremien und Kommissionen. Laut Schröder sollten sie dazu dienen, einen breiten Konsens der Experten bei den angestrebten Reformen sicherzustellen. Kritiker warfen ihm vor, damit grundlegende Mechanismen der Demokratie auszuhebeln. Befürworter hingegen stellten fest, dass diese Gremien und Kommissionen lediglich im Vorfeld von Gesetzesinitiativen aktiv seien und keinerlei Auswirkung auf den späteren Gesetzgebungsprozess hätten, der genau wie bei allen anderen Gesetzen auch ablaufe.
Zu den Kommissionen gehören das Bündnis für Arbeit, Ausbildung und Wettbewerbsfähigkeit, der nationale Ethikrat, die Weizsäcker-Kommission zur Zukunft der Bundeswehr, die Süssmuth-Kommission zur Zuwanderung nach Deutschland, die Kommission Moderne Dienstleistungen am Arbeitsmarkt (Hartz-Kommission), die Rürup-Kommission zur Zukunft der Sozialsysteme sowie ab dem 27. Juli 2005 eine Kommission unter Vorsitz von Kurt Biedenkopf, die Vorschläge für eine Reform der Unternehmensmitbestimmung unterbreiten sollte.
SPD und Grüne verzeichneten bei mehreren Landtagswahlen im Jahr 1999 schwache Wahlergebnisse. Bei den Landtagswahlen in den ostdeutschen Ländern Brandenburg, Thüringen und Sachsen erlitt die SPD kräftige Verluste und verlor in Brandenburg die absolute Mehrheit. In Berlin blieb sie trotz Verlusten Juniorpartner in einer Großen Koalition. Im Saarland wurde sie von der CDU geschlagen, die danach die Regierung übernahm. Nur in Hessen gewann die SPD hinzu, aber die stärkeren Verluste der Grünen bedeuteten das Ende der rot-grünen Koalition. Auch bei der Europawahl am 13. Juni 1999 erlitten die Koalitionsparteien Verluste. Im Zuge der CDU-Spendenaffäre konsolidierten sich später die Umfragewerte von SPD und Grünen.

##### Innenpolitik
Schon bald nach dem Beginn der Legislaturperiode erwies es sich als Problem, dass Schröder und Bundesfinanzminister Oskar Lafontaine unterschiedliche Ansichten zu substanziellen wirtschafts- und finanzpolitischen Fragen hatten. Die gegensätzlichen Auffassungen gipfelten in einem Machtkampf, auf dessen Höhepunkt Lafontaine bereits im März 1999 von allen seinen politischen Ämtern zurücktrat (Finanzminister, Parteivorsitzender, Bundestagsabgeordneter). Daraufhin wurde Schröder Bundesvorsitzender der SPD (Wiederwahl in den Jahren 1999, 2001 und 2003); Finanzminister wurde Hans Eichel, der als Ministerpräsident bei der Landtagswahl in Hessen 1999 die Regierungsmehrheit für seine Koalition verfehlt hatte.
In der Innenpolitik setzte die rot-grüne Koalition Teile des Wahlprogramms „Innovation und Gerechtigkeit“ um. Im August 2001 wurde erstmals die Möglichkeit zu legalen eingetragenen Lebenspartnerschaften eingeführt. Das Staatsbürgerschaftsrecht wurde modernisiert, indem man das Geburtsortprinzip zugrunde legte. Das Green-Card-Programm sollte von 2000 bis 2004 zur Gewinnung von IT-Fachkräften aus dem Ausland beitragen; ab 2005 wurde dieser Gedanke erweitert und mit dem Zuwanderungsgesetz das Ausländerrecht neu geordnet.
Die Bundesregierung brachte erstmals ökologische Gesichtspunkte in das Steuerrecht ein, unter anderem durch die Einführung einer Stromsteuer. Weitere Elemente der Steuerreform 2000 in Deutschland waren die Senkung der Körperschaftsteuer für Unternehmen und die Reduzierung des Eingangs- und des Spitzensteuersatzes der Einkommensteuer sowie eine Erhöhung des Grundfreibetrags.
Die Regierung stand vor dem Langzeitproblem, die gesetzliche Rentenversicherung zukunftsfähig zu gestalten. Nachdem sie noch 1999 einen von der Vorgängerregierung eingeführten Demografischen Faktor wieder abgeschafft hatte, führte sie einen rentenanstiegsbremsenden Altersvorsorgeausgleich in die Rentenformel ein. Die Opposition nutzte den Bruch des Wahlversprechens von 1998, die Renten weiterhin ungeschmälert an die Entwicklung der Nettolöhne zu koppeln, 1999 für eine bundesweite Plakatkampagne, bei der ein unten abgeschnittenes Konterfei Schröders mit der Aufschrift „Lügen haben kurze Beine“ gezeigt wurde. Mit der Riester-Rente, einer nach dem Arbeitsminister Walter Riester benannten kapitalgedeckten Altersversorgung, sollte die entstehende Versorgungslücke geschlossen werden. Eine Neuordnung des Systems der betrieblichen Altersvorsorge, die ihre Wirksamkeit rückwirkend für schon existierende Direktversicherungsverträge entfaltet, führte für die Betroffenen zu einer nicht erwarteten Schmälerung ihrer Ansprüche, wogegen sich ein dauerhafter Protest erhob.
Unter der Regierung Schröder begann im Jahre 2000 mit dem sogenannten Atomkonsens und einer Änderung des Atomgesetzes der Ausstieg aus der wirtschaftlichen Nutzung der Kernenergie. Weitere Reformen betrafen den Bildungsbereich (u. a. Dienstrechtsreform für Hochschullehrer). Differenzen zwischen den Koalitionspartnern gab es bei den Themen Asylbewerber, Waffenexporte und Kosovokrieg.
Das Ziel der Haushaltskonsolidierung erreichte Schröders Bundesregierung nicht. Die Gesamtverschuldung deutscher öffentlicher Haushalte stieg in der Zeit von 1998 bis 2005 von 1.165 Milliarden auf 1.490 Milliarden Euro. Das entsprach einem durchschnittlichen nominellen jährlichen Zuwachs von 3,6 Prozent.

##### Außenpolitik
Nachdem NATO-Jets im Jahr 1999 irrtümlich die chinesische Botschaft in Belgrad bombardiert hatten, war Schröder der erste westliche Politiker, der in die Volksrepublik China nach Peking reiste und sich für den Vorfall entschuldigte. Er besuchte China häufiger als jedes andere europäische Staatsoberhaupt vor ihm.

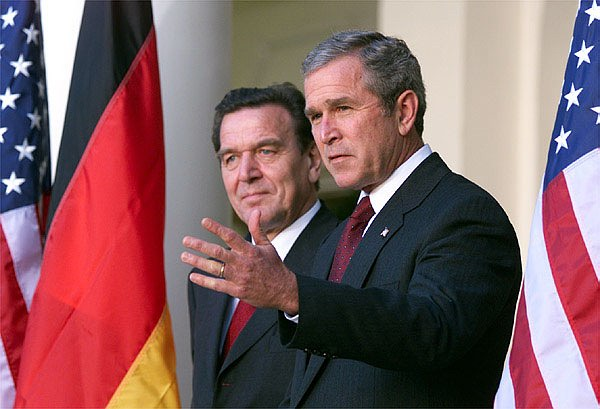
Schröder und George W. Bush am 9. Oktober 2001

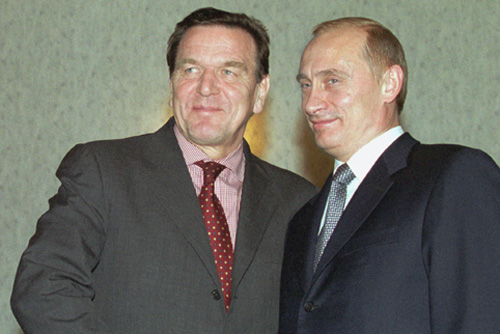
Putin und Schröder in Moskau am 2. November 2001

Die Terroranschläge am 11. September 2001 veränderten den Charakter der transatlantischen Beziehungen. Am folgenden Tag sagte Schröder, er habe dem US-Präsidenten die „uneingeschränkte Solidarität“ Deutschlands zugesichert. Kritiker äußerten, dies sei entweder reine Rhetorik oder zu weitgehend. Befürworter äußerten, Schröder habe die gemeinsame internationale Betroffenheit in den Vordergrund gestellt und die Gefühlslage vieler Deutscher zum Ausdruck gebracht. Deutschland beteiligte sich unter Schröder am sogenannten „Kampf gegen den Terror“.
Am 4. Oktober 2001 wurde – erstmals in der Geschichte der NATO – der Bündnisfall beschlossen.
Am 16. November und 22. Dezember 2001 beschloss der deutsche Bundestag die Beteiligung von Spezialstreitkräften an militärischen Operationen in Afghanistan und an der Luftraumüberwachung durch die AWACS-Systeme. Den Einsatz der Bundeswehr gegen die Taliban in Afghanistan und der Marine am Horn von Afrika lehnten Teile der beiden Regierungsfraktionen im Bundestag aber ab. Schröder wählte, obwohl er der Zustimmung der Opposition sicher sein konnte, den Weg der Vertrauensfrage – zum vierten Mal in der Geschichte der Bundesrepublik Deutschland –, um eine eigene Mehrheit für eine Teilnahme der Bundeswehr bei der internationalen Operation Enduring Freedom zu erhalten.
Im Jahre 2001 begann auf dem Petersberg bei Bonn der sogenannte Petersberg-Prozess zur Befriedung Afghanistans und zur Förderung seines Wiederaufbaus. Zwei weitere Zusammenkünfte in der folgenden Konferenzserie fanden 2002 wieder auf dem Petersberg und 2004 in Berlin statt.
Zu Beginn der Irakkrise erklärte Schröder im März 2002, Deutschland werde nicht an diesem Krieg teilnehmen ohne UNO-Mandat. Im Sommer 2002 verkündete er während des Bundestagswahlkampfs den „Deutschen Weg“ als Alternative zur „amerikanischen Kriegstreiberei“ im Irak und stellte Deutschland als Friedensmacht dar. Dabei sei er von einer „Welle der Zustimmung“ getragen worden, die ihm nach Meinung des Politikwissenschaftlers Christian Hacke die Wiederwahl als Bundeskanzler sicherte.
Von Januar bis Juni 1999 hatte Schröder turnusmäßig den Vorsitz im Rat der Europäischen Union inne.

#### Bundesregierung Schröder II 2002–2005

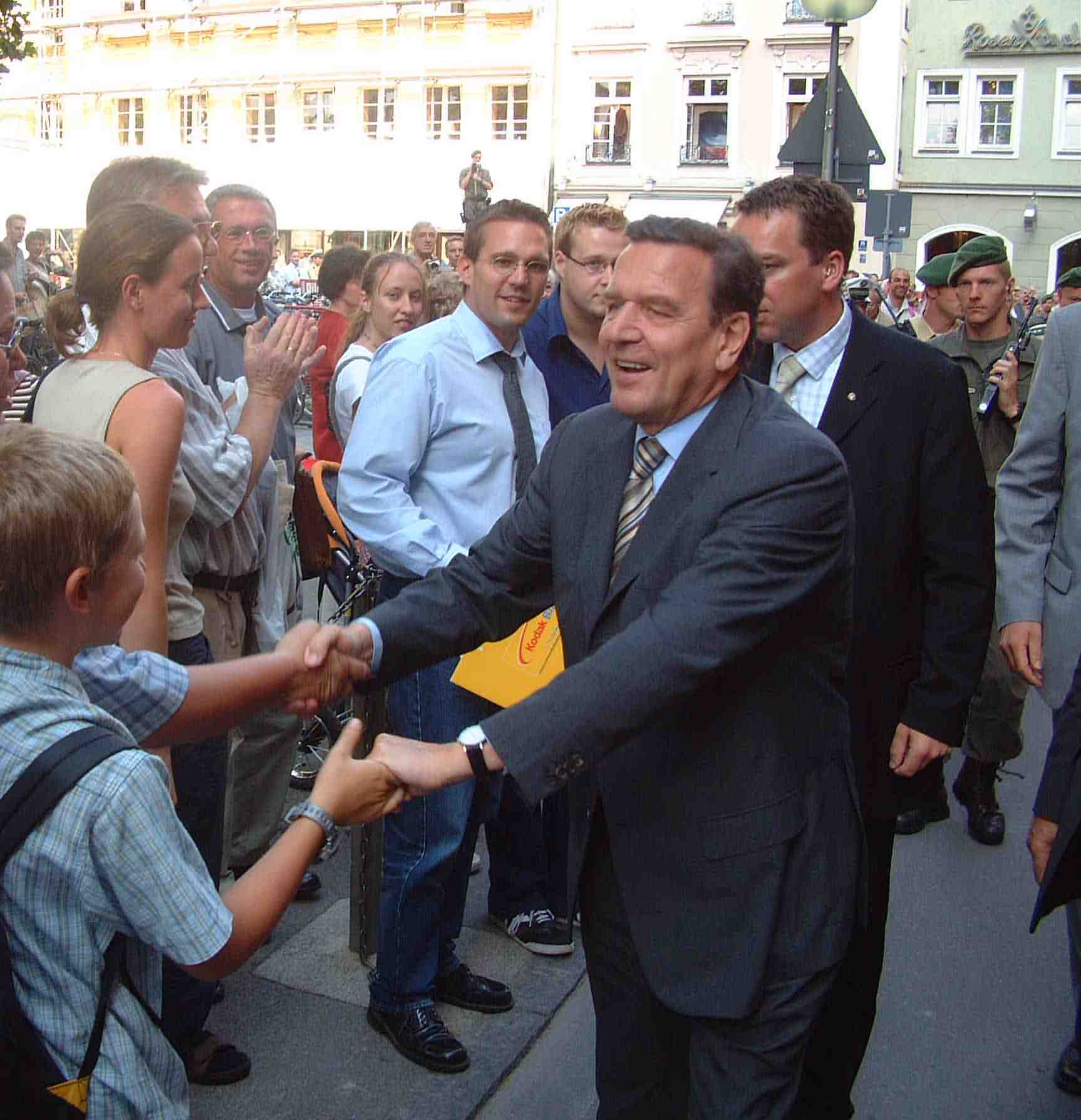
Gerhard Schröder bei einer Wahlkampfveranstaltung in München 2002

Im Bundestagswahlkampf 2002 lag die rot-grüne Koalition lange Zeit in allen Umfragen deutlich hinter der Opposition. Dennoch errangen SPD und Bündnis 90/Die Grünen am 22. September 2002 erneut eine knappe Mandatsmehrheit, mit der die Regierungskoalition unter Schröder fortgesetzt werden konnte. Manche Beobachter führten dies auf das gute und medienwirksame Krisenmanagement Schröders bei der Flutkatastrophe, die im Spätsommer 2002 kurz vor der Bundestagswahl Ostdeutschland an der Elbe und ihren Nebenflüssen heimgesucht hatte, und auf die Ablehnung einer Teilnahme an dem von den Vereinigten Staaten geplanten Irakkrieg durch die deutsche Bundesregierung.
Von 2002 bis 2005 wurde Schröder vom US-amerikanischen Geheimdienst NSA abgehört; dies ergaben Ergebnisse der Globalen Überwachungs- und Spionageaffäre im Februar 2014.
Nachdem die Sozialdemokraten bei der Landtagswahl in Nordrhein-Westfalen 2005 nach 39 Jahren die Regierungsführung an die CDU verloren hatten, sah Schröder die Grundlage für seine Politik in Frage gestellt. Im Bundestag stellte er am 1. Juli 2005 die Vertrauensfrage, die mit 151 Ja-, 296 Nein-Stimmen und 148 Enthaltungen beantwortet wurde. Damit war die notwendige Kanzlermehrheit nicht erreicht. Dass der Kanzler – ähnlich wie Willy Brandt bei der Vertrauensabstimmung 1972 und Helmut Kohl bei der Vertrauensabstimmung 1982 – die Absicht hatte, in der Abstimmung zu unterliegen, wurde kritisch diskutiert.
Schröder beantragte anschließend die Auflösung des Bundestags, der Bundespräsident Horst Köhler am 21. Juli zustimmte. Der Bundespräsident setzte vorgezogene Neuwahlen für den 18. September 2005 an. Am 25. August 2005 wies das Bundesverfassungsgericht die Klagen zweier Bundestagsabgeordneter gegen die vorzeitige Auflösung des Bundestags und die Anberaumung von Neuwahlen zurück.
Bei der Bundestagswahl 2005 erreichte die SPD mit starken Verlusten nurmehr 34,2 % der Stimmen (222 von 614 Sitzen), womit sie knapp hinter CDU und CSU lag, die allerdings ebenfalls deutlich verloren. Für eine rot-grüne Koalition reichten die Stimmen der Regierungsparteien nicht, aber auch CDU/CSU und FDP konnten keine Regierung bilden.
Schröder blieb auf Ersuchen des Bundespräsidenten nach der konstituierenden Sitzung des neuen Deutschen Bundestages am 18. Oktober 2005 im Amt, bis Angela Merkel am 22. November 2005 zu seiner Nachfolgerin gewählt wurde. Das Bundestagsmandat legte er am 24. November 2005 nieder und erklärte seinen Rückzug aus der Politik. Damit war Schröder der erste Bundeskanzler, der direkt nach der Beendigung seines Amtes aus dem Bundestag ausschied. Schröders Agenda 2010 wurde durch Angela Merkel in ihrer ersten Regierungserklärung vom 29. November 2005 gelobt.

##### Innenpolitik
Nach der Wiederwahl zum Bundeskanzler am 22. Oktober 2002 stieß Schröder erneut konfliktreiche Reformvorhaben an, beispielsweise zur Gesundheitsreform. Schröder diskutierte Anfang 2003 mit Vertretern der Großbanken Möglichkeiten zur Gründung einer deutschen Bad Bank zur Auslagerung von belastenden Beteiligungen und Kreditforderungen. Die Arbeitslosenzahlen waren für die Jahre 2000 und 2001 erstmals seit vier Jahren unter den Wert von 3,95 Millionen gesunken, doch stiegen sie seither wieder an.
Mit der Agenda 2010 präsentierte Schröder am 14. März 2003 das größte und wichtigste Projekt seiner Kanzlerschaft. Kernstück dieser Reform war das Hartz-Konzept, das die Kommission „Moderne Dienstleistungen am Arbeitsmarkt“ unter dem Vorsitz des VW-Managers Peter Hartz seit dem 22. Februar 2002 entwickelt hatte. Befürworter betrachteten die Agenda 2010 als Schritt in die richtige Richtung und lobten Schröders Mut zu unpopulären Maßnahmen. Kritiker – nicht nur aus der Opposition, sondern auch von den Gewerkschaften und vom linken Flügel der SPD – beklagten einen massiven Sozialabbau. Bei Abstimmungen im Bundestag blieb diese Kritik aus den eigenen Reihen zwar deutlich in der Minderheit, dennoch geriet Schröder im Zuge der Agenda-Umsetzung mehr und mehr unter Druck. Den Zusammenhalt der Koalition musste er mehrmals durch offene oder versteckte Rücktrittsdrohungen und durch Förderung von parteiinternen Unterstützern sichern. Der Abbau des Sozialstaats durch die Agenda 2010 und Schröders „Kommandostil“ (Max Reinhardt) trugen dazu bei, dass das traditionelle Bündnis zwischen SPD und Gewerkschaften brüchig wurde. Zahlreiche, insbesondere gewerkschaftsorientierte Wähler blieben bei den nächsten Wahlen zu Hause oder stimmten für die neugegründete WASG bzw. nach deren Zusammenschluss mit der PDS für Die Linke.
Die Gestaltungsfreiheit der Regierung Schröder war durch eine immer größere Stimmenmehrheit von CDU und FDP im Bundesrat eingeschränkt. Wiederholt konnte Schröder durch Zugeständnisse erreichen, dass einzelne Länder, an deren Regierung die CDU beteiligt war, seine Regierungspolitik im Bundesrat unterstützten. Die Regierungskoalition verlor außerdem die Mehrheit in der Bundesversammlung.

##### Außenpolitik
Obwohl die Bundesregierung eine Teilnahme am Irakkrieg als Verbündeter der USA verweigerte, gestattete sie unter Kanzler Schröder die Nutzung der in Deutschland gelegenen militärischen Infrastruktur der US-Streitkräfte zu diesem Zweck. Die Beteiligung von Bundeswehrsoldaten an AWACS-Flügen in der Türkei zur Zeit des Irakkriegs, ohne dass vorher die Zustimmung des Bundestages eingeholt wurde, wurde 2008 vom Bundesverfassungsgericht als rechtswidrig gerügt.
Schröder befürwortete wie auch andere EU-Regierungschefs die Aufhebung eines EU-Waffenembargos gegen China, das 1989 nach der blutigen Niederschlagung der Demokratiebewegung verhängt worden war, konnte sich mit dieser Auffassung aber nicht durchsetzen.

### Aktivitäten als Berater und im Ehrenamt nach der politischen Karriere

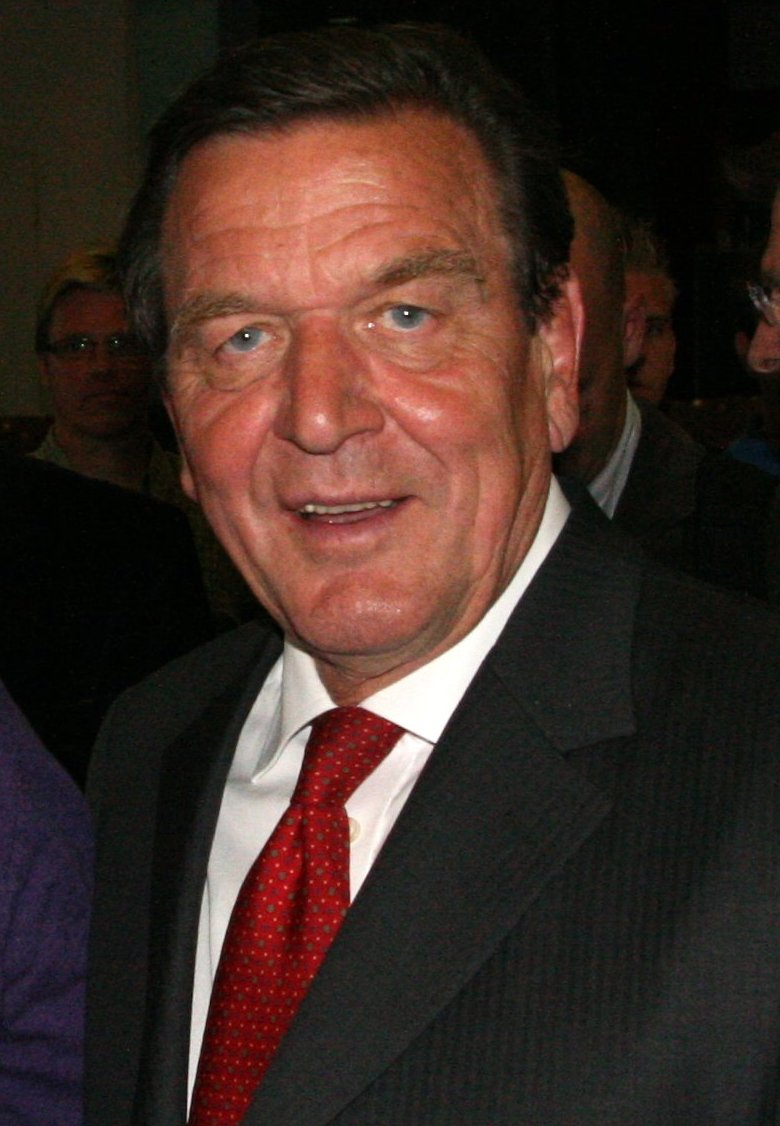
Gerhard Schröder (2009)

Am 24. November 2005 gab Schröder sein bei der Bundestagswahl 2005 erlangtes Bundestagsmandat zurück. Schröder übte zahlreiche weitere Tätigkeiten aus und war auch wieder als Rechtsanwalt tätig. Im Juli 2012, 14 Monate vor der Bundestagswahl 2013, schloss er ein politisches Comeback aus.
Der kritischen Sicht auf Schröders Lobbyismus liegt die Auffassung zugrunde, dass Schröder teilweise im Sinne einer zwar legalen, aber mit seiner bisherigen politischen Aufgabe unvereinbaren und das Vertrauen in die Demokratie schädigenden Weise einseitige Geschäftsinteressen zum eigenen Vorteil verfolgt, dass er seine politische Karriere als Drehtür benutzt hat und dabei seine politischen Prinzipien relativiert hat.
Auch während seiner politischen Zeit in Landes- und Bundespolitik war ihm häufig eine zu groß erscheinende Nähe zu Wirtschaftsführern vorgeworfen worden; er war als „Genosse der Bosse“ und „Autokanzler“ tituliert worden. Ein fragwürdiger Vorrang der Wirtschaft vor politischen Zielen wurde in seiner Haltung gegenüber den Autokratien der Golfstaaten gesehen.
Die Vorwürfe wurden von Schröder bisher immer zurückgewiesen, teilweise auch anwaltlich oder gerichtlich verfolgt. Einige erwiesen sich als haltlos.
Der Spiegel interpretierte 2010 Schröders wirtschaftliche Aktivitäten als Rivalitätsverhalten zu Joschka Fischer, der für das Konkurrenzprojekt „Nabucco-Pipeline“ beratend tätig war. Nach dem Urteil des Schröder-Biographen Gregor Schöllgen hat nichts dem Ansehen Schröders so sehr geschadet wie seine „Gazpromisierung“ (Kurt Kister), die einen jähen Absturz in der Gunst der öffentlichen Meinung bewirkt habe.
Im März 2022, nach dem Beginn des russischen Überfalls auf die Ukraine, wurde Schröder auf Gesuch der Ukraine im Rahmen von russisch-ukrainischen Friedensverhandlungen als Vermittler aktiv. Er führte ein mehrstündiges Gespräch mit Putin in Moskau, um für ein schnellstmögliches Ende des Kriegs in der Ukraine aufzutreten, nach Aussage des ukrainischen Botschafters Andrij Melnyk auf eigene Initiative.

#### Tätigkeit für russische Energiekonzerne
Nach Schröders eigenen Angaben wurde er erstmals im November 2005 konkret mit der Frage konfrontiert, für die Nord Stream AG tätig zu werden, die zu 51 Prozent der russischen Gazprom gehört. Er habe zunächst abgelehnt, weil er sich nicht langfristig binden wollte, und damit Wladimir Putin irritiert. Schröder hätte Putin nicht im Stich lassen wollen, als dieser ihn aufgrund der „europäischen Bedeutung des Projekts“ überzeugt habe, den Aufsichtsratsvorsitz bei der Nord Stream AG zu übernehmen. Schröder solle die Interessen der Aktionäre vertreten. Nachdem der Gazprom-Vorstandsvorsitzende und enge Putin-Vertraute Alexej Miller am 9. Dezember 2005 die Vereinbarung mit Schröder bekannt gegeben hatte, sei Putin damit sofort an die Öffentlichkeit gegangen, weil es für ihn ein Erfolg war, einen deutschen Ex-Bundeskanzler für das bei Polen und Balten umstrittene Pipelineprojekt Nord Stream gewonnen zu haben.
Damit war er unmittelbar in das Nord-Stream-Projekt involviert, das er bereits als Regierungschef immer sehr wohlwollend begleitet und am 8. September 2005 mit Putin besiegelt hatte. Sein Gehalt als Vorsitzender des Aktionärsausschusses bei Nord Stream soll laut Manager Magazin 250.000 Euro im Jahr betragen.
Deutsche Politiker aller Parteien und auch russische Oppositionelle kritisierten Schröders neue Beschäftigung. Politiker der Grünen bezeichneten den „dreisten Seitenwechsel“ als „politische Eselei“ und als „unanständig“; Schröder ruiniere sich damit den Ruf. Wirtschaftsminister Michael Glos (CSU) mahnte, indirekt Schröder meinend, mehr Fingerspitzengefühl an, sah aber das Pipeline-Projekt als wichtigen Beitrag für die künftige Versorgungssicherheit Deutschlands und Westeuropas. Frank-Walter Steinmeier (SPD) verteidigte dagegen Schröders Übernahme der seiner Meinung nach für Deutschland nützlichen Position.
Der Ost-Ausschuss der Deutschen Wirtschaft begrüßte zwar Schröders neuen Job, kritisierte aber die Art und Weise der Bekanntgabe sowie den Zeitpunkt des Wechsels kurz nach dem Ende der Schröder-Regierung.
Schröder äußerte, die öffentliche Debatte über seinen Wechsel zur Nord Stream AG habe seine düsteren Visionen übertroffen. Für die deutsche Öffentlichkeit sollte es eigentlich mittlerweile ein „ebenso normaler Vorgang“ sein, für ein deutsch-russisches Projekt zu wirken wie für ein deutsch-französisches oder deutsch-amerikanisches. Die Kritik an seiner Tätigkeit sei „kleinkariert“; sie sei mit seiner früheren Anwaltstätigkeit vergleichbar und völlig transparent. Schröder wies 2006 die Kritik an seiner Regierungstätigkeit zurück: „Spekulationen über eine angeblich interessengeleitete Unterstützung des Pipeline-Projekts während meiner Regierungszeit sind in der Sache falsch und ehrenrührig. Meine Unterstützung der Ostsee-Pipeline hatte ausschließlich mit Interessen Deutschlands und Europas zu tun. Deshalb hatte ich dieses Projekt schon unterstützt, als ich noch Kanzler war. Der Energiehunger in Europa ist nicht zu stillen ohne den Rohstoffreichtum Russlands. Das ist eine Binsenweisheit, aber deshalb nicht weniger wahr.“;Schröder wehrte sich gegen die Behauptung von Guido Westerwelle (FDP), er habe Gazprom den Auftrag zum Bau der Ostseepipeline erteilt, mit einer erfolgreichen Unterlassungsklage.

##### Gazprom
Am 31. März 2006 wurde bekannt, dass die Regierung Schröder nach ihrer Wahlniederlage, aber noch vor dem Ende ihrer Amtszeit, eine staatliche Bürgschaft für einen Kredit der deutschen Banken KfW und Deutsche Bank in Höhe von einer Milliarde Euro für Gazprom übernehmen wollte. Dabei handelte es sich um eine Bürgschaft für einen sogenannten „ungebundenen Kredit“, der von deutschen Banken an ausländische Unternehmen vergeben wird, um dadurch „nationale Interessen“ zu sichern. Die damalige Bundesregierung war der Auffassung, dass die langfristige Sicherstellung der Energieversorgung Deutschlands ein nationales Interesse darstellt. In der Presse wurde kritisiert, dass dieser Vorgang innerhalb kurzer Zeit in den letzten Monaten der Regierung Schröder stattfand. Auch habe der deutsche Staat ungewöhnlich hohe Garantien auf sich genommen, im Falle einer Zahlungsunfähigkeit von Gazprom hätte er nach Recherchen des Spiegel bis zu einer Milliarde Euro tragen müssen.
Die FDP erhob 2006 den Vorwurf eventueller Interessenkonflikte, da der deutsche Staat auf diese Weise Schröders spätere Tätigkeit bei Gazprom mitfinanziere. Schröder selbst bestritt, Kenntnis von der Bürgschaft gehabt zu haben. Nach Angaben aus Regierungskreisen haben zwar der damalige Wirtschaftsminister Wolfgang Clement, Schröders Wirtschaftsberater im Kanzleramt Bernd Pfaffenbach und Staatssekretär im Finanzministerium Caio Koch-Weser von den Verhandlungen gewusst und die Bürgschaft genehmigt, der Kanzler selbst wurde aber „bewusst“ nicht informiert.
Am 18. April 2006 lehnte Gazprom den Kredit ab, wodurch die Bürgschaft hinfällig wurde. Die Ablehnung erklärte Lilija Schewzowa damit, dass Gazprom gerade zu dem Zeitpunkt einen Skandal verhindern und Schröders Ruf nicht riskieren wollte; Gazprom und die russische Führung hätten „ihn für den wichtigsten Lobbyisten von Gasprom in Europa und in der Welt“ gehalten.
Am 4. März 2014 trafen sich Schröder, Eckhard Cordes, Vorsitzender des Ost-Ausschusses der deutschen Wirtschaft, und Alexander Rahr, Lobbyist für den Gasproduzenten Wintershall, von der Gazprom große Teile deutscher Gasspeicher kaufen wollte (und später auch tatsächlich kaufte), in der russischen Botschaft in Berlin.
Nach Dokumenten aus dem Wirtschaftsministerium, deren Herausgabe der Tagesspiegel nach dem Informationsfreiheitsgesetz beantragt hatte, organisierte Schröder 2017 ein Treffen zwischen Gazprom-Chef Alexej Miller und der deutschen Wirtschaftsministerin Brigitte Zypries. Schröder kontaktierte Zypries, um mit ihr über die Pipeline Nord Stream 2 zu sprechen. Zypries war Justizministerin in Schröders zweitem Kabinett. Im Unterschied zu anderen Lobbyisten hatte Schröder wenige Tage nach der ersten Anfrage einen Termin bei der Ministerin bekommen. Zu diesem Gespräch brachte Schröder Alexej Miller mit. Am Morgen nach dem Gespräch verkündete Gazprom, es habe ein „Arbeitstreffen“ von Miller und Zypries in Berlin stattgefunden. Schröders Rolle blieb unerwähnt.
Im Februar 2022 wurde bekannt, dass Schröder für einen Posten im Aufsichtsrat von Gazprom nominiert wurde, den er jedoch ablehnte; auf einen Posten in diesem Aufsichtsrat habe er „schon vor längerer Zeit verzichtet“.

##### Rosneft

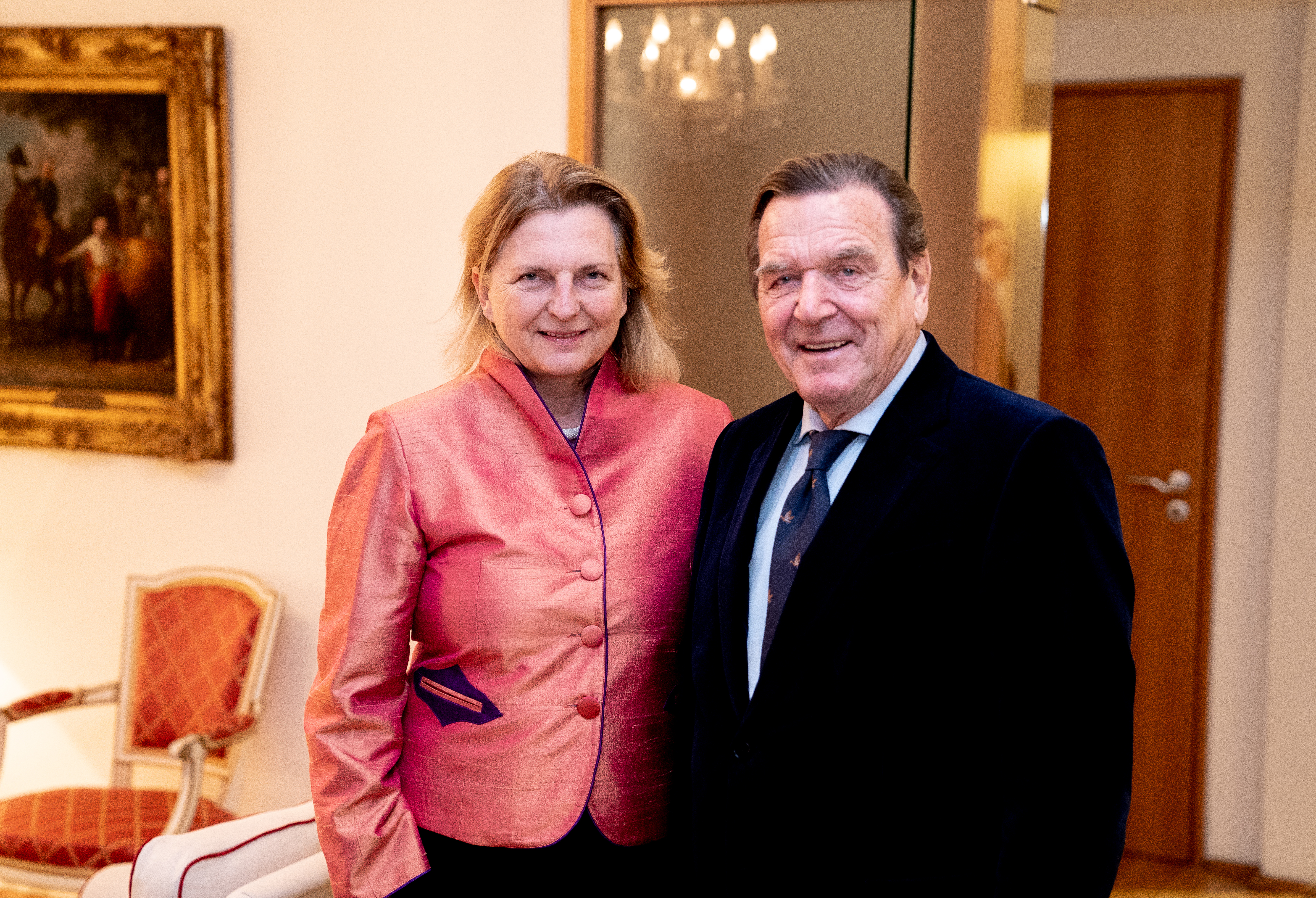
Die spätere Rosneft-Aufsichtsrätin Karin Kneissl traf den damaligen Rosneft-Aufsichtsratsvorsitzenden Gerhard Schröder (2018).

Am 29. September 2017 wurde Schröder auf Vorschlag der russischen Regierung, die die Aktienmehrheit am Energiekonzern Rosneft (damals 50 % plus eine Aktie) hält, zum Chef des Aufsichtsrats gewählt. In Deutschland wurde Schröders Aktivität von zahlreichen Politikern und von anderen bekannten Persönlichkeiten kritisiert.
In seiner neuen Position sollte Schröder angeblich Kontrolle über Konzernchef Igor Setschin ausüben. Dass dies tatsächlich möglich gewesen wäre, wurde als unwahrscheinlich betrachtet: Setschin galt als mächtig und dank unbedingter Loyalität als enger Vertrauter Wladimir Putins. Nach Berichten der Zeitung Kommersant erhielt Schröder eine jährliche Vergütung von 600.000 Euro für seine Tätigkeit.
Schröder setzte sich für den Bau der South-Stream-Pipeline aus Russland ein, während er die konkurrierende Nabucco-Pipeline aus Zentralasien, die Deutschland unabhängiger von Russland machen sollte, ablehnte.
Am 20. Mai 2022 teilte Rosneft mit, dass Schröder seinen Posten aufgibt. Einen Tag zuvor hatte das Europaparlament darauf gedrängt, Schröder auf die Sanktionsliste gegen russische Oligarchen zu nehmen, wenn er trotz des Ukraine-Kriegs an seinen Posten in russischen Unternehmen festhalte.
Zusammen mit Wladimir Putin rief Schröder 2001 den Petersburger Dialog ins Leben, der seitdem als Plattform für Treffen zwischen Vertretern russischer und deutscher Wirtschaftsinteressen sowie deutschen Politikern dient. Laut Stefan Meister vom European Council on Foreign Relations ermöglicht dieses Netzwerk Lobbyismus.

#### Weitere außenpolitische Tätigkeiten
Im Juni 2005 berichtete der Spiegel, dass Schröder für ein Jahreshonorar von 300.000 Euro die Mitgliedschaft in einem Beraterkreis angetragen wurde, in dem ehemalige führende europäische Politiker für die kasachische Regierung tätig werden sollten. Schröder erklärte, zweimal „special guest“ des internationalen Beraterkreises gewesen zu sein. Die Angebote, für Kasachstan tätig zu werden, habe er „aus grundsätzlichen Erwägungen“ abgelehnt.

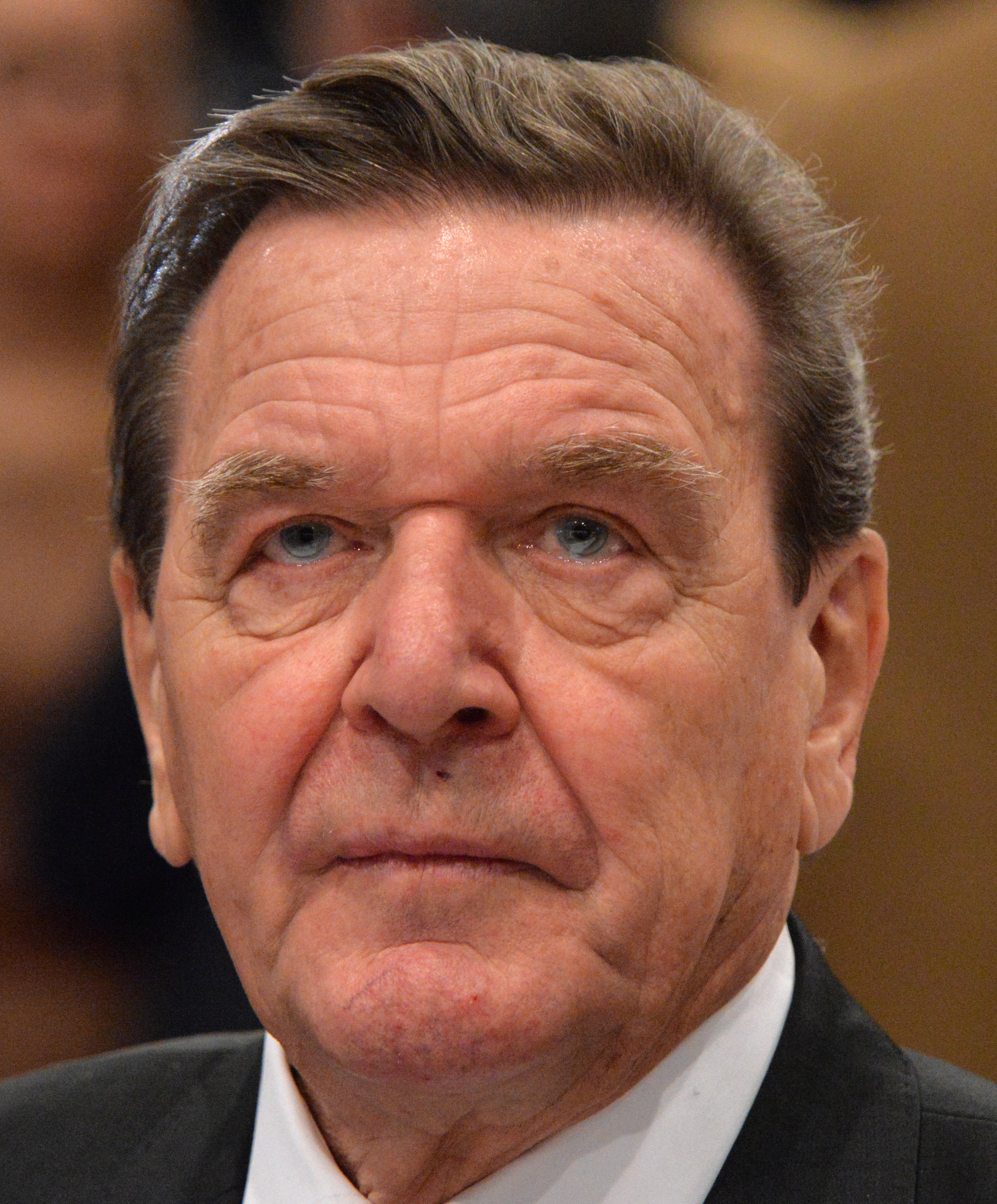
Schröder im Jahr 2015

In seiner Funktion als Ehrenvorsitzender des Nah- und Mittelost-Vereins reiste Gerhard Schröder auf Einladung eines Neurochirurgen in den Iran und traf dort u. a. mit dem iranischen Präsidenten Mahmud Ahmadinedschad, Parlamentspräsident Ali Laridschani und Religionsführer Ajatollah Ali Chamenei zusammen. Die Reise und die Gespräche mit dem iranischen Präsidenten stießen teilweise auf scharfe Kritik, auch in den Reihen der SPD und des Zentralrats der Juden in Deutschland.
Von Außenpolitikexperten wurde der Besuch jedoch überwiegend als sehr positiv bewertet, da er neue Bewegung in den festgefahrenen Streit um das Atomprogramm gebracht habe. Schröder soll außerdem die vermeldete Holocaustleugnung Ahmadinedschads „zurückgewiesen“ haben. Auch die Bundesregierung verteidigte den Besuch Schröders. Im Januar 2016 reiste Schröder erneut in gleicher Funktion an der Spitze einer hochrangigen Wirtschaftsdelegation in den Iran. Er traf dort mit dem amtierenden Präsidenten Rohani zusammen, außerdem mit dem Schlichtungsratsvorsitzenden und früheren Präsidenten Rafsandschani, dem Chef des Sicherheitsrats Schamchani und dem Außenminister des Iran, Mohammad Javad Zarif.

Des Weiteren waren folgende seine Tätigkeiten als geschäftlicher Berater, Redner, Ombudsmann und Publizist:

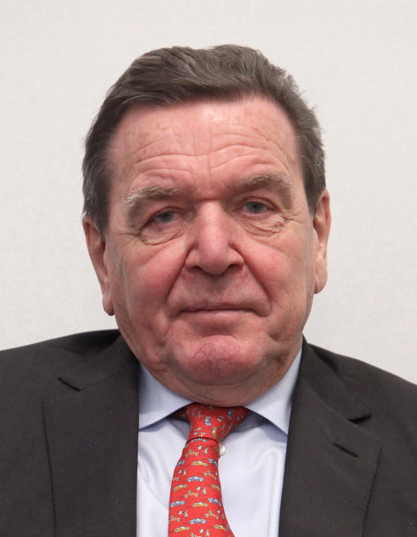
Schröder im Jahr 2016

- Berater für den Schweizer Ringier-Verlag und dessen Verwaltungsratspräsidenten Michael Ringier (von 2005 bis Februar 2022)[103][104][105]
- Berater der Libyan Investment Authority[106][107][108]
- Berater der Rothschild Bank (2006 bis September 2016)[109][110]
- Berater der Gröner Group von Christoph Gröner (Juni 2021 – Februar 2022) – Beendigung seitens der Gröner Group wegen der russischen Invasion in die Ukraine[111]
- Mitglied und Vorsitzender des Aufsichtsrats des Pipeline-Konsortiums Nord Stream AG (seit 30. März 2006, damals unter dem Namen NEGP Company), einer Tochter des russischen Staatskonzerns Gazprom, womit er jährlich 250.000 Euro verdient[112]
- Mitglied des dreiköpfigen Direktoriums des russisch-britischen Ölkonzerns TNK-BP[113] das in Streitsituationen unter den Anteilseignern schlichten soll (Rücktritt als Aufsichtsrat am 9. Dezember 2011).[114]
- Stellvertretender Vorsitzender des Aufsichtsrates der Herrenknecht AG bis Februar 2022[115][108]
- Aufsichtsratsvorsitzender der Betreibergesellschaft des Fußballvereins Hannover 96 von Dezember 2016 bis Juni 2019.[116]
- Schlichter zwischen Transnet und Deutsche Bahn 2006[61]
- Ombudsmann bei der Continental AG 2008 gegen die Übernahme durch Schaeffler.[61]
- Lobbyist des Interessenverbandes BVUK (Betriebliche Versorgungswerke für Unternehmen und Kommunen e. V.)[117]

Schröder vertrat die Bundesrepublik Deutschland bei der Trauerfeier für den verstorbenen kubanischen Diktator Fidel Castro im Dezember 2016.
Agenturen vermitteln (Stand 2013) Schröder als Redner, zu Preisen zwischen 50.000 und 75.000 Euro. Schröder äußerte sich in Gastbeiträgen und Interviews in deutschen Zeitungen zu Europa. Von Mai 2020 bis Februar 2022 hatte er einen von Gabor Steingarts Firma Media Pioneer produzierten Podcast, in dem der ehemalige Regierungssprecher Béla Anda ihm Fragen stellte.
Anda gab am 2. März 2022 bekannt, den Podcast wegen der vielfach kritisierten Position Schröders zum russischen Angriffskrieg in der Ukraine sofort einzustellen.

Gesellschaftliches Engagement, Ehrenämter, Sonstiges:

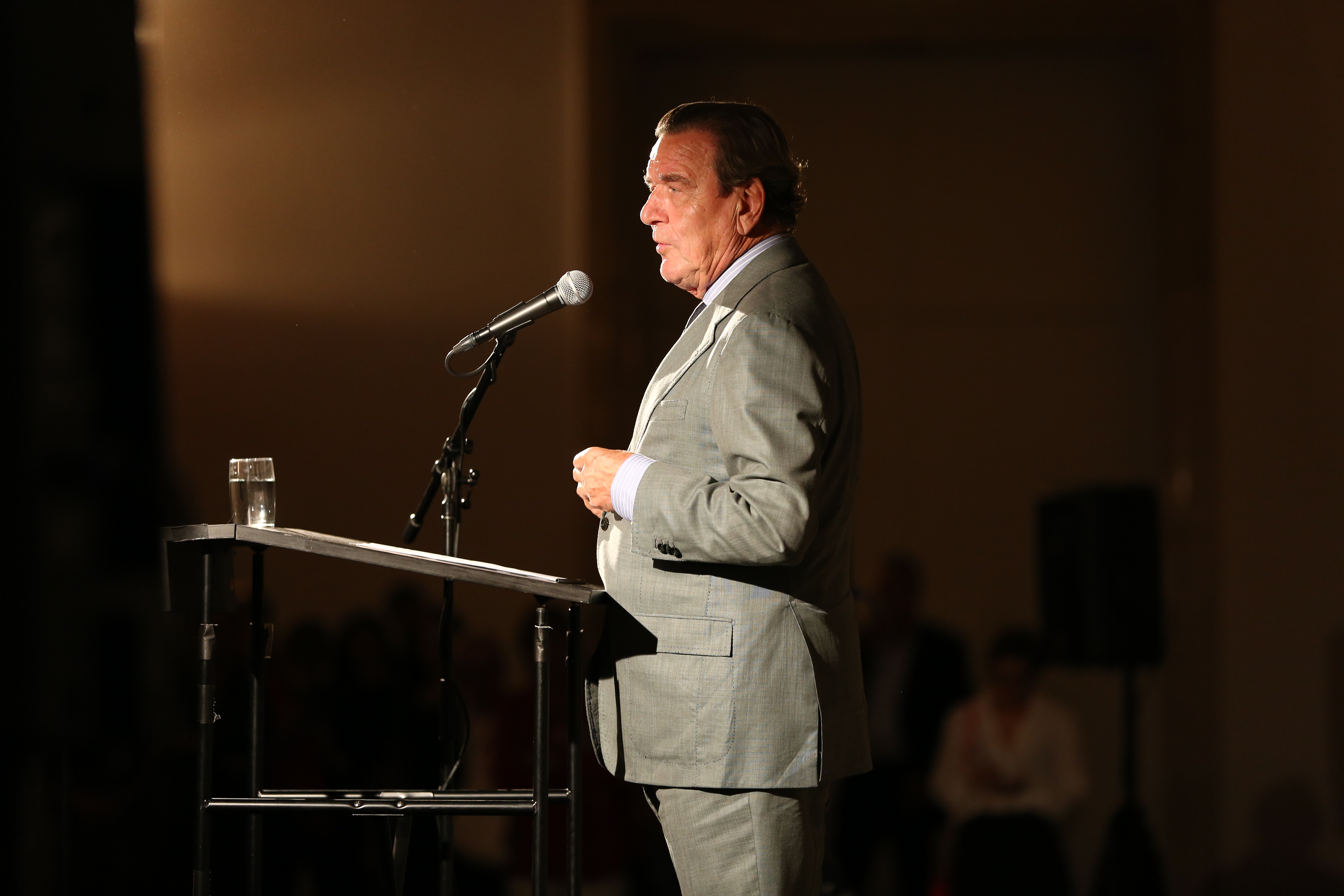
Schröder spricht bei der Vernissage einer Ausstellung seines Freundes Jörg Immendorff, München, 2018

- Mitglied der Gewerkschaft Öffentliche Dienste, Transport und Verkehr (ÖTV) (seit 1973)
- Schirmherr der Fußball-Weltmeisterschaft der Menschen mit geistiger Behinderung vom 26. August bis zum 17. September 2006 in Deutschland[123]
- Schirmherr der Stiftung Jugendfußball[124][125]
- Schirmherr des Vereins Gesicht Zeigen!, der sich gegen Rechtsextremismus einsetzt, als Nachfolger von Johannes Rau
- Mitglied des Kuratoriums der DFL Stiftung (ehemals Bundesliga-Stiftung).[126]
- Ehrenvorsitzender des Nah- und Mittelost-Vereins[127] bis Ende 2021[128]
- Schirmherr von Projet Aladdin der Fondation pour la Mémoire de la Shoah
- Schirmherr der Initiative Hilfe für ALS-kranke Menschen
- Mitglied des InterAction Councils
- Mitglied des 21st Century Councils
- Mitglied des Berggruen Institute on Governance

### Privates

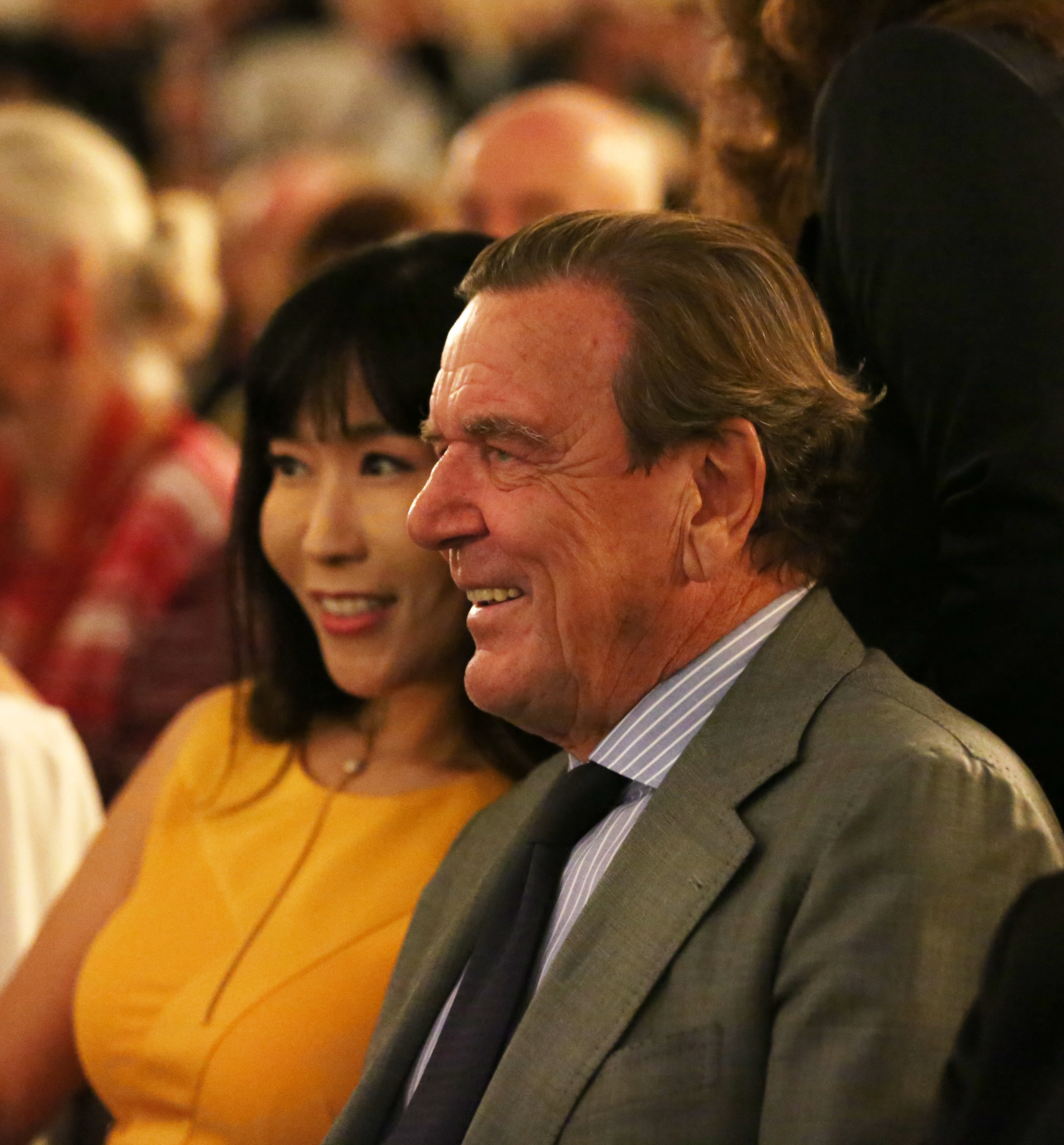
Kim So-yeon und Gerhard Schröder (2018)

Schröder war von 1968 bis 1972 mit der Bibliothekarin Eva Schubach verheiratet, von 1972 bis 1983 mit der Lehrerin Anne Taschenmacher, von 1984 bis 1997 mit Hiltrud Hensen und von 1997 bis 2018 mit Doris Köpf. Die vierte Scheidung wurde am 11. April 2018 rechtskräftig.
Im Januar 2018 stellte Schröder die südkoreanische Wirtschaftsexpertin Kim So-yeon (* 1970) als seine neue Partnerin vor, das Paar heiratete am 2. Mai 2018 in Seoul. 2021 wurde er von einem Gericht in Seoul zur Zahlung von 22.000 Euro Schmerzensgeld an deren Ex-Ehemann verurteilt.
Gerhard Schröder hat keine leiblichen Kinder; er war jedoch Stiefvater einer Tochter (* 1991), von Doris Köpf und dem Journalisten Sven Kuntze. Die Eheleute Schröder-Köpf hatten außerdem zwei russische Waisenkinder adoptiert. Die Familie lebte lange Zeit in einem Reihenendhaus im Zooviertel von Hannover. Im Juni 2009 zog sie in eine Villa am Rande der Eilenriede im Stadtteil Waldhausen. Seit der Trennung von Doris Schröder-Köpf lebte Gerhard Schröder in einer Wohnung in Hannover. Er besaß ferner zwei Eigentumswohnungen in einem Ferienhaus auf der Nordseeinsel Borkum. Im Scheidungsverfahren überließ er seiner damaligen Ehefrau diese Eigentumswohnung.
Gerhard Schröder ist evangelisch-lutherisch. Er äußerte 2014, ihm gefalle am Protestantismus „die Klarheit, die Nähe zur Vernunft und die Abwesenheit von Brimborium“. Auf die Idee, politische Entscheidungen aus einem Zwiegespräch mit Gott abzuleiten, sei er aber nie gekommen.
Anfang des Jahres 2025 begab sich Schröder wegen einer Burn-out-Diagnose in klinische Behandlung.

## Politische Positionen

### Außenpolitik

#### Europa
Während zu Beginn seiner Amtszeit das Verhältnis Schröders zum französischen Staatspräsidenten Jacques Chirac als unterkühlt galt, wobei es auf dem EU-Gipfel von Nizza zu einem Zusammenstoß zwischen ihnen kam, verbesserten sich die Kontakte im Laufe der Zeit. So ließ sich Schröder beim EU-Gipfel in Brüssel am 20. November 2003 durch Chirac vertreten, um bei Abstimmungen über seine Reformvorhaben im Bundestag anwesend sein zu können – eine bis dahin einmalige Geste.
In ihrer Europapolitik strebte die Regierung Schröder eine europäische Föderation an, die Vorschläge scheiterten jedoch am Widerstand Frankreichs. Seit Beginn seiner Regierungszeit forderte Schröder einen gemeinsamen europäischen Sitz im Sicherheitsrat der Vereinten Nationen, was abgelehnt wurde. Laut Christian Hacke führte Schröders Drängen weltweit zu Gegenkoalitionen. Unklar sei auch, welche Politik die Regierung Schröder in der UNO anstrebte. Hat Deutschland in der Vergangenheit eine ausgleichende Politik betrieben, so nütze eine einseitig Amerika-kritische Haltung weder deutschen noch internationalen Interessen.
Schröder engagierte sich außerdem für eine Aufnahme der Türkei in die Europäische Union. Er sah die Möglichkeit, die Türkei könne Brückenfunktionen zwischen Orient und Okzident wahrnehmen. Kritiker sahen in der diskutierten Aufnahme der Türkei eine Überdehnung der Europäischen Union. Am 12. Oktober 2005, wenige Tage nach Beginn der Beitrittsverhandlungen der Türkei mit der Europäischen Union und vier Wochen nach der verlorenen Bundestagswahl 2005 beging Schröder als erster Regierungschef eines westlichen Landes gemeinsam mit dem türkischen Ministerpräsident Recep Tayyip Erdoğan das abendliche Fastenbrechen im Ramadan.
Die Beziehung zu Russland war durch ein vertrauensvolles Verhältnis zwischen Schröder und dem russischen Präsidenten Wladimir Putin gekennzeichnet, den er als seinen privaten Freund bezeichnete, zu dem er ein Grundvertrauen habe. Schröder rief eine „strategische Partnerschaft“ zwischen den beiden Ländern ins Leben, worunter er in erster Linie eine Interessengemeinschaft verstand. In Russland wurde die strategische Partnerschaft als eine wirtschaftliche, jedoch nicht gesellschaftliche Kooperation gesehen.
Schon nach dem Antrittsbesuch Putins habe nach Hans-Joachim Spanger eine Neigung des Kanzlers bestanden, „demonstratives Verständnis“ für die allmähliche Verschärfung des innenpolitischen Kurses Russlands zu zeigen. Nach Hackes Einschätzung war die Außenpolitik Schröders anscheinend von Blindheit gegenüber autoritären Entwicklungen in Moskau und Peking gekennzeichnet. Vor diesem Hintergrund sei die „Männerfreundschaft“ zwischen Schröder und Putin, der Glasnost und Perestroika rückgängig mache und russische Weltmachtansprüche verfolge, zu verstehen. Entwicklungen in China wie beispielsweise antijapanische Ausschreitungen oder nationalistische Strömungen in Peking habe die Regierung Schröder ebenfalls ignoriert. Dieser Wandel hin zu Partnerschaften mit kommunistischen und postkommunistischen Eliten habe dem damaligen Amerika-kritischen Zeitgeist entsprochen und insbesondere in Ostdeutschland historisch verwurzelte Gefühle der Verbundenheit geweckt.
In wirtschaftlicher Hinsicht war die Bundesregierung gegenüber Russland entgegenkommend. Zum Beispiel erließ Schröder einen Großteil der 6,4 Milliarden Euro Transferrubel-Schulden, sodass Russland 500 Millionen Euro anstelle der vollen Summe zu zahlen brauchte. Auch bei der Emission von Anleihen, die an Forderungen gegen Russland gebunden sind, und bei der vorzeitigen Schuldentilgung durch Russland verzichtete die Bundesregierung auf große Beträge. Laut einem Bericht des Bundesrechnungshofs sei dem Bund dadurch ein Schaden von 1,2 Mrd. Euro entstanden.

##### Krim-Annexion und Ukraine-Krieg

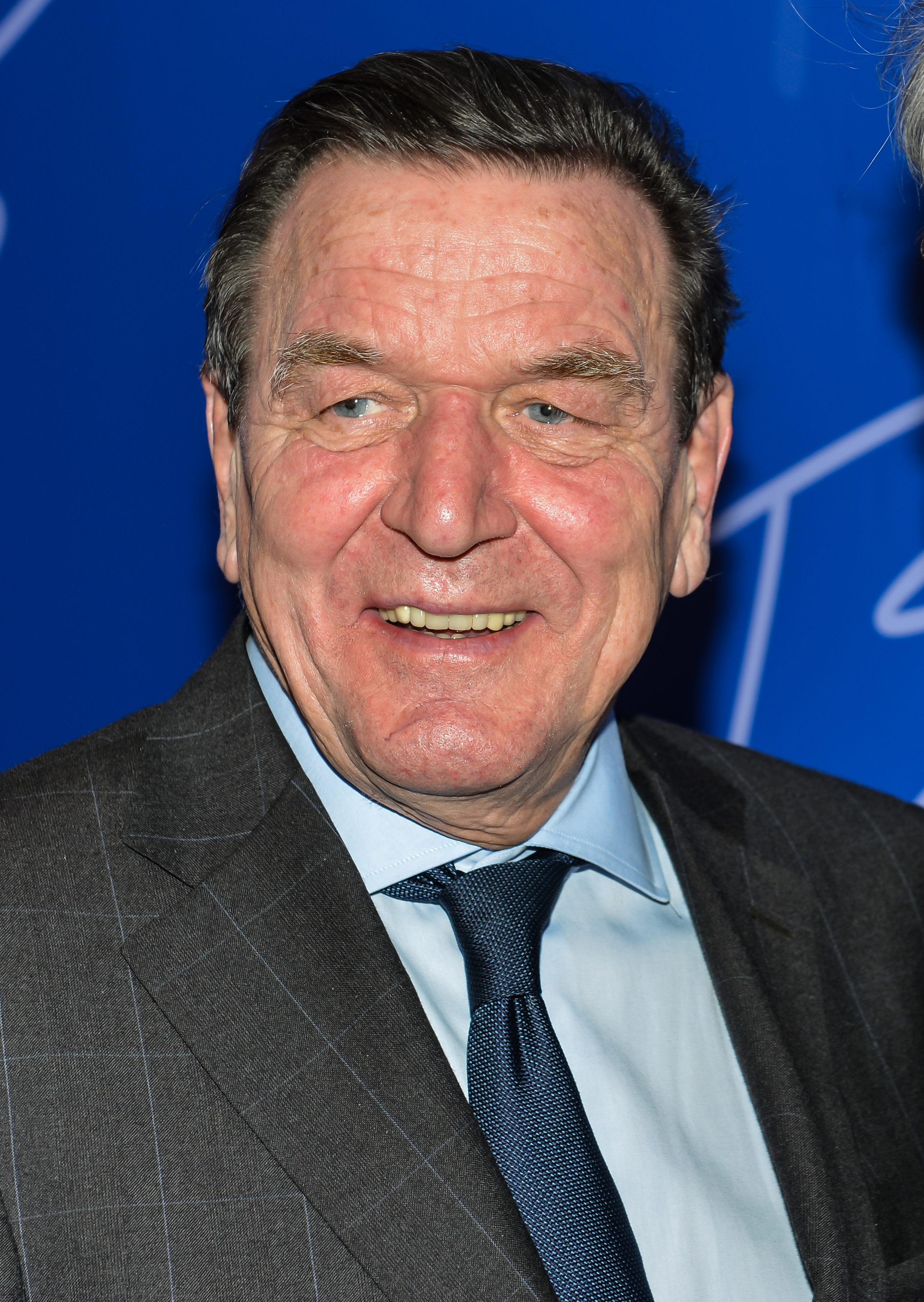
Schröder (2014)

Im Zusammenhang mit dem russisch-ukrainischen Krieg trat Schröder im Jahr 2014 als Kritiker der EU-Politik gegenüber Russland auf und plädierte dafür, der Westen solle Verständnis für Putins Sichtweise aufbringen. Schröder lehnte die vom Linken-Fraktionschef Gregor Gysi vorgeschlagene Rolle als Vermittler im russisch-ukrainischen Konflikt ab, weil eine Einzelperson dies nicht leisten könne. Die Europäische Union habe sich wegen ihrer Parteinahme für die Opposition als Vermittler diskreditiert. „Die einseitige Unterstützung der Europäer für die Opposition mache es unmöglich, dass die EU in dem Konflikt noch vermitteln könne. Die EU habe den Fehler gemacht, sich auf eine Seite zu schlagen, sie sei nun selbst Partei.“ Deshalb empfahl er die Vereinten Nationen. Schröder sagte, die Ukraine sei ein „kulturell gespaltenes“ Land.
Wegen dieser und anderer Kommentare zum russisch-ukrainischen Konflikt, in denen er die Sanktionspolitik kritisierte und dem Krisenmanagement der EU schwere Fehler und ein Unverständnis für die Region unterstellte, reichten Grüne und Konservative im EU-Parlament am 13. März 2014 auf Initiative der Grüne/EFA-Fraktionsvorsitzenden Rebecca Harms und Daniel Cohn-Bendit einen Entschließungsantrag ein, dem zufolge die Resolution zur Krimkrise eine Klausel enthalten möge, nach der Schröder „keine öffentlichen Aussagen zu Themen machen sollte, die Russland betreffen“, da er wegen seiner Beziehungen zu Gazprom in einem Interessenkonflikt stehe. Diesen Antrag lehnten 208 der Parlamentarier ab, 167 stimmten dafür. Die Zielrichtung des Antrags wurde öffentlich als „Maulkorb“ wahrgenommen und auch von einigen Grünen-Politikern kritisiert.
Am 5. Dezember 2014 unterstützte Schröder einen Aufruf, der unter dem Titel Wieder Krieg in Europa? Nicht in unserem Namen! von 60 prominenten Persönlichkeiten unterzeichnet war. In ihm wurde die „völkerrechtswidrige Annexion der Krim durch Putin“ kritisiert, gleichzeitig aber vor einer „unheilvollen Spirale aus Drohung und Gegendrohung“ gewarnt, Dialogbereitschaft angemahnt und zu einer vorurteilsfreien Berichterstattung aufgerufen. Die FAZ kommentierte diese außenpolitische Position Schröders ironisch als: „Schröders Gedächtnisschwund“, da er 1999 und 2004 die Erweiterung der EU und der NATO befürwortet und noch beim NATO-Gipfel in Bukarest 2008 gegen Angela Merkel für die Aufnahme Georgiens in die NATO eingetreten war.
Auf einer vom Ministerium für innere Angelegenheiten der Ukraine initiierten Fahndungsliste namens Myrotvorets wird Gerhard Schröder aufgrund seiner Haltung zur Krim-Annexion als „Feind der Ukraine“ geführt.

##### Russischer Überfall auf die Ukraine
Am 24. Februar 2022, dem Tag des russischen Einmarschs in die Ukraine, schrieb Schröder auf LinkedIn, der Krieg und das damit verbundene Leid für die Menschen in der Ukraine müssten schnellstmöglich beendet werden. Das sei nun „die Verantwortung der russischen Regierung“. Zugleich relativierte Schröder die Invasion, unter anderem mit dem Satz „Es gab viele Fehler – auf beiden Seiten.“ Bundeskanzler Olaf Scholz (SPD) stellte klar, dass Schröder nicht für die Bundesregierung spreche.
Der niedersächsische Ministerpräsident Stephan Weil teilte Schröder mit, er müsse „sein Engagement in russischen Energieunternehmen beenden und damit die Anstrengungen der Bundesregierung und des gesamten Westens unterstützen“. Der SPD-Bundesvorsitzende Lars Klingbeil rief Schröder dazu auf, seine beruflichen Beziehungen zum russischen Präsidenten Wladimir Putin aufzukündigen, da man „mit einem Aggressor, mit einem Kriegstreiber wie Putin“ keine Geschäfte mache.
Am 1. März 2022 berichteten Medien, dass drei Mitarbeiter des Altkanzler-Büros sowie Albrecht Funk, der bis dahin mehr als 20 Jahre Leiter von Schröders Büro und dessen Redenschreiber gewesen war, ihre Zusammenarbeit mit Gerhard Schröder beendet haben. Grund seien Differenzen wegen Schröders Haltung zum Überfall Russlands auf die Ukraine. Am selben Tag beantragte die SPD Heidelberg bei der Schiedskommission des SPD-Unterbezirks Region Hannover ein Parteiordnungsverfahren und seinen Ausschluss aus der SPD.
Am 4. März 2022 entschied die SPD, Schröder fortan nicht mehr auf ihrer Homepage in einer Liste großer Sozialdemokraten zu führen; die Nennung an dieser Stelle passe nicht in die aktuelle Situation.
Der Kirchenvorstand der Marktkirche Hannover verschob im März 2022 den Einbau des von Gerhard Schröder gestifteten Reformationsfensters des Künstlers Markus Lüpertz im Wert von 150.000 Euro auf unbestimmte Zeit. Als Grund wurde genannt, dass sich Schröder unzureichend von der völkerrechtswidrigen und menschenrechtsverletzenden Kriegspolitik des russischen Präsidenten Putin distanziert und auch nicht seine beruflichen Tätigkeiten für die russische Öl- und Gasindustrie aufgegeben habe. Die Arbeiterwohlfahrt erkannte Schröder Anfang März wegen seiner ausbleibenden Distanzierung zu Wladimir Putin den Heinrich-Albertz-Friedenspreis ab.
Im März 2022 war Schröder als Vermittler bei russisch-ukrainischen Friedensverhandlungen. Eine offizielle Bestätigung des Treffens durch den Kreml gab es nicht.
Einen Monat nach dem Beginn der Invasion erklärte Schröder bei einer Konferenz in Kocaeli, der Krieg in der Ukraine sei eine der Konsequenzen des „politischen Versagens“, „keine Sicherheitsarchitektur geschaffen“ zu haben, die das Ende der Bipolarität zwischen der Sowjetunion und den USA „widerspiegelt“. Es seien viele Fehler auf Seiten von Russland und auf Seiten der westlichen Länder gemacht worden. Russlands Sicherheitsinteressen würden nicht den Gebrauch militärischer Mittel rechtfertigen.
Schröder gab nach wochenlangem Schweigen der New York Times ein am 23. April 2022 veröffentlichtes Interview. Er ließ darin kein Schuldbewusstsein erkennen. („Ich mache jetzt nicht einen auf Mea culpa“, „das ist nicht mein Ding.“) Der Spiegel schrieb daraufhin, das „Echo auf diesen Text [sei] verheerend“.
Ende Juli 2022 reiste Schröder vor dem Hintergrund reduzierter russischer Gaslieferungen durch die Pipeline Nord Stream 1 als Vermittler zwischen Deutschland und Russland nach Moskau.
Am 9. Mai 2023 nahm Schröder anlässlich des Tags des Sieges der Sowjetunion über NS-Deutschland an einem Empfang in der russischen Botschaft in Berlin teil. An dem in Teilen der Öffentlichkeit kritisierten Besuch nahmen unter anderem auch der ehemalige DDR-Staatschef Egon Krenz, die AfD-Politiker Alexander Gauland und Tino Chrupalla, Linken-Politiker Klaus Ernst sowie Verleger Holger Friedrich und Herausgeber Michael Maier der Berliner Zeitung teil.
Am Rande seiner Ehrung für 60 Jahre SPD-Mitgliedschaft sagte Schröder Ende Oktober 2023 in Hannover, er hoffe auf eine deutsch-französische Friedensinitiative für die Ukraine. Waffenlieferungen alleine würden den Krieg nicht beenden, es müsse „wieder die Stunde der Diplomatie kommen“; das könne nur von Deutschland und Frankreich ausgehen. Er habe auch, so Schröder, „deutlich gemacht, was ich von dem Krieg halte, nämlich nichts“, jedoch habe er nicht vor, seine „persönlichen Beziehungen zu verändern“. Im selben Monat erklärte Schröder, dass es „eine fatale Fehlentscheidung“ Putins gewesen sei, den Krieg zu beginnen. Dabei sei ihm klar, „dass Russland sich bedroht fühlt […]. Diese Gefahrenanalyse mag emotional sein, aber sie ist in Russland real. Der Westen muss das verstehen und entsprechend Kompromisse akzeptieren, sonst wird Frieden schwer erreichbar sein“.
Im Verlauf der Taurus-Kontroverse unterstützte Schröder 2024 die umstrittene Forderung seines Parteifreundes Rolf Mützenich, den russisch-ukrainischen Krieg „einzufrieren“, und die Weigerung von Bundeskanzler Scholz (SPD), der angegriffenen Ukraine durch Lieferung des Marschflugkörpers Taurus beizustehen.
2024 äußerte Schröder in einer Dokumentation zu seinem 80. Geburtstag, es gebe freie Wahlen in Russland, das könne „man nicht bestreiten“. Es gebe zwar keine Opposition, aber auch „kein direktes Verbot“ der Opposition. Tatsächlich wurden jedoch mehrere Bewerber von der russischen Präsidentschaftswahl im März 2024 ausgeschlossen. Dass es in Russland überhaupt keine freie Willensbildung gebe, sei genauso falsch, wie zu glauben, es sei eine Demokratie nach englischem Vorbild, führte Schröder weiter aus. Er lehne es jedoch ab, Staaten deshalb zu isolieren. Ironisch kommentierte er die westliche Isolationspolitik gegenüber Russland mit den Worten, es werde „besser, indem man sich abgrenzt und die Beziehungen auf Null reduziert. Dann wird alles besser“. Er sei weiterhin für „Dialogbereitschaft“.

#### Rolle der Bundeswehr
Während Schröders Kanzlerschaft wurden erstmals nach dem Zweiten Weltkrieg vom deutschen Bundestag Kampfeinsätze im Ausland beschlossen. Einheiten der Luftwaffe wurden im Kosovokrieg gegen Jugoslawien (heute Serbien) eingesetzt; Heereseinheiten waren später an Aktionen in Afghanistan beteiligt.
Die Koalitionsregierung hielt nach dem Ende des Kalten Krieges eine Neuausrichtung deutscher Außenpolitik für notwendig. Die Position Deutschlands in der Welt müsse sich „normalisieren“, auch Deutschland müsse für die Sicherheit in der Welt „Verantwortung tragen“. Obwohl der Kosovo-Krieg von Gegnern und später auch von Schröder selbst als völkerrechtswidrig und als Verletzung des Grundgesetzes betrachtet wurde (Verbot des Angriffskrieges), blieben größere Proteste mit umfassendem Widerstand in der Bevölkerung aus. Als ein Wendepunkt in der durch deutlichen Pazifismus geprägten Geschichte der Bundesrepublik Deutschland gilt Schröders Fernsehansprache zum Kriegseintritt der Bundeswehr am 24. März 1999, mit der er das deutsche Volk auf den Bundeswehreinsatz argumentativ einstimmte. Öffentliche Proteste wie während des Zweiten Golfkriegs zu Beginn der 1990er-Jahre blieben danach nahezu aus.
Schröder schloss 2002 eine Teilnahme deutscher Truppen am Irak-Krieg ausdrücklich aus. Dies wurde in der arabisch-islamischen Welt positiv aufgenommen und gilt als ein Faktor für den SPD-Wahlerfolg bei der Bundestagswahl am 22. September 2002. 2013 äußerte sich Schröder kritisch zu einem möglichen Militäreinsatz im syrischen Bürgerkrieg.
Im Jahr 2023 erklärte Schröder, dass der Bundeswehreinsatz in Afghanistan eine von zwei Entscheidungen war (die andere sei die Agenda 2010 gewesen), die er gegen sein eigenes moralisches Verständnis traf. Im selben Jahr kritisierte Schröder, die von der SPD-geführten Bundesregierung beschlossene Aufrüstung Deutschlands: „Scholz hat gesagt: 100 Milliarden für die Bundeswehr – und keiner weiß wofür. […] Glauben Sie ernsthaft, dass russische Mittelstreckenraketen auf Deutschland abgefeuert würden?“ Statt vor allem in die Aufrüstung zu investieren, seien dringend mehr Investitionen in Infrastruktur, Bildung und Wohnungsbau nötig. In diesen Bereichen gebe es eine große Unzufriedenheit, die für die steigenden Zustimmungswerte der AfD mitverantwortlich seien. Im Oktober 2023 erklärte Schröder, auf Russland als Bedrohung für Deutschland angesprochen: „Wir haben keine Bedrohung. Diese Angst davor, dass die Russen kommen, ist absurd. Wie sollen die denn die Nato besiegen, geschweige denn Westeuropa besetzen?“

#### Terrorismus
Einen möglichen Angriff auf den Irak im dritten Golfkrieg lehnte die Regierung dagegen in ihren öffentlichen Verlautbarungen strikt ab, auch im Falle eines möglichen Beschlusses der Vereinten Nationen (UN). Die Ablehnung wurde begründet mit dem fehlenden Mandat der Vereinten Nationen und dem fehlenden Zusammenhang mit den Terroranschlägen vom 11. September 2001. Angesichts des beginnenden Wahlkampfes zur Bundestagswahl 2002 wurde Schröder diese Haltung von Kritikern als populistisches Wahlkampfmanöver vorgehalten; Rot-Grün lag zu diesem Zeitpunkt in Meinungsumfragen hinter Schwarz-Gelb zurück. Die Position der Bundesregierung wurde von einer eindeutigen Mehrheit der deutschen Bevölkerung gestützt, was auch in zahlreichen Demonstrationen zum Ausdruck kam.
Die ablehnende deutsche Haltung im UN-Sicherheitsrat trug wohl dazu bei, ein völkerrechtliches Mandat für den Krieg zu verhindern; Schröders Antikriegspolitik, verbunden mit unzureichender Information der NATO-Bündnispartner, führte aber zu großen Spannungen mit der Regierung Bush und Kritik an Deutschland in großen Teilen der amerikanischen Öffentlichkeit.
Nach Hackes Ansicht sind die Schwierigkeiten mit den Verbündeten auf die Unfähigkeit Deutschlands zurückzuführen, in der Irakkrise im Rahmen der UNO abgestimmt zu handeln. Die transatlantischen Beziehungen seien dadurch belastet, dass Deutschland der „Arroganz der amerikanischen Macht … teilweise mit nicht minder arroganter Ohnmacht“ antwortete, wobei auch die Rhetorik der Bush-Regierung die Beziehungen weiter verschlechtert habe. Anstelle des „bedingungslosen moralisierenden ‚Nein‘“ hätte die Bundesregierung gemeinsam mit Frankreich und Großbritannien auf eine UNO-Lösung drängen sollen. Es wurde als Folge von Schröders Haltung, der in dieser Sache von führenden Unionspolitikern unterstützt wurde, eine Isolation Deutschlands befürchtet.
Deutschland erfüllte seine Verpflichtungen im Rahmen des NATO-Vertrags und zog das deutsche Personal, das ständig in AWACS-Flugzeugen der NATO Luftraumsicherung durchführt, nicht ab. Die Koalitionsstreitkräfte durften während des Krieges Deutschland überfliegen, deutsche ABC-Einheiten schützten das US-Hauptquartier in Doha und der BND lieferte Informationen über mögliche Angriffsziele in Bagdad an US-Stellen (vgl. Irakkrieg). Diese Handlungen wurden von verschiedenen Seiten als eine Kriegsbeteiligung Deutschlands gewertet.

### Demokratie und Menschenrechte
Schröder unterstützte die Errichtung des Internationalen Strafgerichtshofs im niederländischen Den Haag. Er war außerdem an der Verabschiedung des nationalen Aktionsplans Menschenrechte beteiligt.
Kritisiert wurde Schröder wegen seiner Beziehungen zum russischen Präsidenten Wladimir Putin und seiner Interpretation der demokratischen Verhältnisse in Russland. 2002 lobte Schröder Putins Politik im Tschetschenienkrieg und wies Kritik der EU insbesondere am militärischen Vorgehen Russlands gegen die Tschetschenen zurück. Zur tschetschenischen Präsidentschaftswahl sagte Schröder, dass er keine „empfindliche Störung der Wahlen“ feststellen konnte, obwohl internationale Beobachter die Wahl als manipuliert ansahen.
Neben anderen deutschen Politikern äußerte sich auch Angela Merkel kritisch: „Ich finde es beschämend, dass der Bundeskanzler nicht die Kraft hat, einmal öffentlich und laut in Russland zu sagen, dass es zu Unregelmäßigkeiten bei der Wahl in Tschetschenien gekommen ist, dass es schlecht um die Pressefreiheit und um die Menschenrechte steht“. Die Zerschlagung des Yukos-Konzerns durch russische Behörden verteidigte Schröder: „Ich verstehe die Aufregung nicht: kein Ansatzpunkt, dass das nicht rechtsstaatlich abgelaufen ist.“
Im Jahr 2004 bejahte Schröder in der Fernsehsendung Beckmann die Frage, ob Putin, dem viele eine Zerstörung der russischen Demokratie und systematische Verstöße gegen die Menschenrechte vorwarfen, ein „lupenreiner Demokrat“ sei. Dafür wurde er scharf kritisiert, unter anderem von Amnesty International. Die Menschenrechtsorganisation zeigte völliges Unverständnis für Schröders öffentliche Bekundungen in Bezug auf Putins Politik und warf ihm vor, vom europäischen Verständnis über Rechtsstaat, Demokratie und Menschenrechte stark abzuweichen. Schröder relativierte auch 2014 seine Antwort nicht, erklärte aber in seinem Buch Klare Worte: „In diesem Augenblick habe ich nur gedacht: Wenn ich jetzt mit Nein antworte, dann hat das außenpolitische Konsequenzen“ und bedauerte, auf die Frage nicht mit der Gegenfrage geantwortet zu haben, was denn ein lupenreiner Demokrat sei. Er kritisierte allerdings Putins Vorgehen während der Krimkrise.
Einem ähnlichen Muster folgte Schröder gegenüber anderen Staaten der ehemaligen Sowjetunion. So unterstützte seine Bundesregierung die zentralasiatischen Diktaturen. Deutschland war beispielsweise das einzige europäische Land, das Sakir Almatov, dem damaligen Innenminister Usbekistans, die Einreise zur Behandlung in einem deutschen Krankenhaus ermöglichte. Almatov war einer der Verantwortlichen für die blutige Unterdrückung der demokratischen Bestrebungen.
Der Publizist Ralph Giordano kritisierte, dass sich Schröder im März 2012 dazu bereit erklärte, bei der Verleihung des „Steiger Award“ für Toleranz die Laudatio auf den türkischen Ministerpräsidenten Recep Erdoğan in Bochum zu halten. Im Oktober 2017 traf sich Schröder auf Bitten von Außenminister Sigmar Gabriel mit Recep Erdoğan. Sein Ziel war die Freilassung der inhaftierten deutschen Staatsbürger Deniz Yücel, Mesale Tolu und Peter Steudtner. Er half dabei, die Ausreise Peter Steudtners aus der Türkei zu ermöglichen.
Im März 2015 kritisierte Schröder die Politik Angela Merkels während der Krise in der Ukraine und gegenüber Russland; Präsident Wladimir Putin habe zwar mit der Annexion der Krim gegen das Völkerrecht verstoßen, doch würde Putin die verbliebene Ukraine als „selbstständigen Staat“ akzeptieren. Weiterhin kennzeichnete Schröder die deutsche Politik in der griechischen Staatsschuldenkrise als zu wenig europäisch.

### Energiepolitik

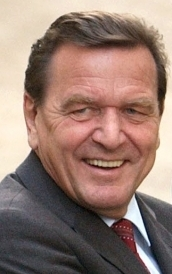
Schröder im Jahr 2004

Unter der Regierung Schröder ist die Bedeutung Russlands als Energielieferant für Deutschland gestiegen. Das sichtbarste Energieprojekt ist die Nord-Stream-Pipeline. Im Sommer 2004 besiegelte Schröder gemeinsam mit Putin einen Deal zwischen dem russischen Staatskonzern Gazprom und der deutschen E.ON Ruhrgas. Am 8. September 2005 unterschrieben Schröder und Putin die Absichtserklärung zum Bau der Nord-Stream-Pipeline, die Deutschland unter Umgehung von Transitländern wie Polen, den baltischen Staaten und der Ukraine mit russischem Gas versorgen sollte. E.ON Ruhrgas verpflichtete sich zu einer Beteiligung an der Nord-Pipeline und Investitionen in die russische Stromerzeugung. Nach Schröders eigenen Angaben hat er die Konzerne „immer wieder ermuntert“, in die Pipeline zu investieren. Schröder sah diesen Deal als einen wichtigen Schritt für die deutsche Energieversorgung. Während Putin erklärte, dass es bei der Pipeline um die Umgehung von Transitländern geht, was den Preis für die Endkonsumenten senken würde, vertrat Schröder die Meinung, dass sich das Projekt gegen niemanden richtet.
Innerhalb der EU schuf das von Schröder unterstützte Projekt Misstrauen. Die baltischen Staaten und Polen kritisierten, dass sie bis zum Vertragsabschluss im September 2005 über den Bau unzureichend informiert worden waren und dass die Pipeline ihren Wirtschafts- und Sicherheitsinteressen widerspricht. Die Auseinandersetzung um die Pipeline führte zu einer schweren Krise in den deutsch-polnischen Beziehungen. In der polnischen Öffentlichkeit und Politik wurden Schröders Einsatz für die Nord-Stream-Pipeline und sein anschließender Wechsel zur Nord Stream AG besonders scharf kritisiert.
Schröder wird vorgeworfen, die Abhängigkeit Deutschlands von russischen Energielieferungen verschärft zu haben. Claudia Kemfert sieht einen Zusammenhang zwischen dieser Abhängigkeit und der deutschen Russlandpolitik. Gegen die Ansicht, dass Schröder eine nationale anstelle einer europäischen Energiepolitik betrieben hat, weil seine Ausrichtung innerhalb der EU nicht mehrheitsfähig und sogar EU-feindlich war, vertrat Stefan Raabe die Auffassung, dass das Projekt der im Oktober 2000 proklamierten „strategischen Energiepartnerschaft“ und von 2000 bis 2007 der Prioritätensetzung und transeuropäischen Netzplanung der EU entspricht. Mehrere Kritiker führen Schröders Zurückhaltung, Russland in Menschenrechtsfragen zu kritisieren, auf die russische Energiemacht zurück.
Laut dem Demokratieforscher Wolfgang Gründinger ist es problematisch, wenn ehemalige Politiker als Lobbyisten in Bereichen tätig werden, für die sie zuvor politisch verantwortlich waren. Dann liege der Verdacht nahe, „dass sie ihr Mandat darauf verwendeten, bestimmten Interessengruppen Vorteile zu verschaffen und sich damit als Kandidat für spätere lukrative Stellen zu präsentieren“. Dafür sei Schröders Wechsel zur Nord Stream AG, die durch den russischen Staatskonzern Gazprom dominiert ist, das prominenteste Beispiel. Bereits als Bundeskanzler hatte Schröder die umstrittene Ostseepipeline der Nord Stream AG maßgeblich vorangetrieben. Schröders fliegender Wechsel zur Nord Stream AG wird häufig mit dem Begriff „Drehtür-Effekt“ beschrieben, womit der Übergang eines Spitzenpolitikers zu einem bedeutenden Posten in einem Wirtschaftsunternehmen gemeint ist. Nach Stefan Meister vom European Council on Foreign Relations bezahlen russische Staatskonzerne wie Gazprom ehemalige deutsche Politiker, um ihre Interessen zu vertreten. Schröder sei ein bekanntes Beispiel. Solche ehemaligen Politiker werden weiterhin als einflussreiche Repräsentanten Deutschlands betrachtet, wobei unklar sei, wessen Interessen sie angesichts ihrer Beschäftigung bei Gazprom dienen. Bezüglich der Motive des Kanzlers stellte unter anderen Jürgen Roth dar, dass er sich und deutschen Großkonzernen durch seine Politik gegenüber Russland und anderen Staaten der ehemaligen Sowjetunion politische und wirtschaftliche Vorteile verschaffen wollte. Michail Schischkin nannte Schröder im Januar 2022 die Galionsfigur derjenigen westlichen Politiker, welche „den Geruchssinn für das stinkende Geld verloren haben“.
Im Zusammenhang mit seinem Einsatz für den Bau der South-Stream-Pipeline. wurde Schröder bei seinem Rumänienbesuch kritisiert, rumänische Zeitungen titelten „Russlands Vertreter in Rumänien“. Russische Regimekritiker bezeichnen Schröder als „Einflussagenten Putins in Europa“, als „wichtigsten Lobbyisten des Kremls“; Igor Jakuwenko, ehemaliger Duma-Abgeordnete und Chef der Journalisten-Gewerkschaft, sieht eine „Schröderisierung“ westlicher Eliten, die den Blick auf die wahre Natur der Politik Putins verstelle.
Im März 2018 forderten das US-amerikanische Medium Wallstreet Journal, der ukrainische Außenminister Pawlo Klimkin und deutsche Politiker wie Elmar Brok (CDU) und Cem Özdemir (Bündnis 90/Die Grünen), dass gegen Schröder internationale westliche Sanktionen aufgrund seines Lobbyismus für Wladimir Putin zu erlassen seien. Die deutsche Bundesregierung hingegen lehnt solche Sanktionen ab.

### Entwicklungspolitik
Schröder war an der Entschuldungsinitiative – begonnen auf dem G7-Gipfel 1999 in Köln – sowie an der weltweiten Aufstockung der Entwicklungshilfe auf dem G8-Gipfel in Gleneagles beteiligt.
Darüber hinaus beschloss die Regierung Schröder eine Erhöhung der Mittel im Kampf gegen die Immunschwächekrankheit AIDS von 20 Millionen Euro im Jahr 1998 auf 300 Millionen Euro im Jahr 2004 sowie die Bewilligung einer 500-Millionen-Euro-Hilfe nach der Tsunami-Katastrophe vor der Insel Sumatra am 26. Dezember 2004.

### Wirtschaft- und Sozialpolitik
Wirtschafts- und sozialpolitisch gilt Gerhard Schröder als Anhänger der politischen Neuen Mitte. In dem 1999 veröffentlichten Schröder-Blair-Papier stellte er ein Modernisierungskonzept für die europäische Sozialdemokratie vor.
Als Ministerpräsident schaltete sich Schröder 1994 aktiv in die Bemühungen zur Rettung eines Zweigwerks des zu Daimler gehörenden Luftfahrtkonzerns DASA in Lemwerder ein.
Ebenso konnte durch die Initiative Schröders im Jahre 1999 ein Konkurs des Baukonzerns Philipp Holzmann AG vorläufig abgewendet werden, wozu die Bundesregierung eine Bürgschaft bereitstellte. Beide Unternehmen mussten später ihren Betrieb einstellen. Weiterhin mischte sich Schröder in die Neuordnung der deutschen Bankenlandschaft ein.
Unter seiner Regierungsverantwortung wurden tiefgreifende Reformen durchgeführt. So brachte Gerhard Schröder mit der Agenda 2010 eine Reform des Sozialsystems und Arbeitsmarktes auf den Weg, die teilweise Einschränkungen staatlicher Leistungen für Arbeitslosengeldempfänger bedeutete und mehr Eigenverantwortung forderte. Der Arbeitsmarkt wurde liberalisiert. Die Zusammenlegung der beiden Ministerien für Wirtschaft und Arbeit ab 2002 sah er später selbst als Fehler an. Im Jahr 2023 erklärte Schröder, dass die Agenda 2010 eine von zwei Entscheidungen war (die andere war der Bundeswehreinsatz in Afghanistan), die er gegen sein eigenes moralisches Verständnis traf.
1999 wurde Schröder Vorsitzender des Beirats der neu gegründeten Initiative D21 e. V., Deutschlands größter Partnerschaft von Politik und Wirtschaft zur Ausgestaltung der Informationsgesellschaft.

### Parteizugehörigkeit
Auf die Frage, ob er sich vorstellen könnte, in eine Partei von Sahra Wagenknecht, die Schröder als „kluge Frau“, die „weiß, wie ganz normale Leute denken“ bezeichnete, einzutreten, erklärte Schröder im Oktober 2023: „Ich bin seit 1963 Sozialdemokrat. 60 Jahre. Das bleibe ich auch. Egal, ob mir die Führung gefällt oder nicht. Und sie gefällt mir nicht. Doch das ist nicht das Problem. Wenn man mal Geschichte liest: Wer ist in Deutschland der Garant für Demokratie in den letzten 150 Jahren gewesen? Die Sozialdemokratie.“

### Einschätzung über die Alternative für Deutschland
Im Oktober 2023 erklärte Schröder, dass die Alternative für Deutschland „keine Gefahr“ darstellt, „solange sie wahrnehmbar sind und in den Parlamenten, wo sie kritisch befragt werden können“, sitzen. Schröder zufolge schützt Deutschlands Einbindung in EU und NATO „vor den Gefahren, dass die AfD zu einer Partei werden kann, wie es die Nazis waren.“

## Öffentliche Wahrnehmung

### Medienkanzler Schröder und Konflikte mit der Presse
Schöllgen habe kein Kanzler sein Leben so konsequent medial inszeniert wie Gerhard Schröder. Schon als niedersächsischer Ministerpräsident hatte er einen Gastauftritt in dem ZDF-Mehrteiler Der große Bellheim (1991) und in der RTL-Serie Gute Zeiten, schlechte Zeiten. 1995 war er an der Seite seiner damaligen Gattin Hiltrud Schröder in der populären ZDF-Unterhaltungssendung Wetten, dass..? zu Gast; am 20. Februar 1999 trat er dort erneut auf. Schröder hatte besonders am Anfang seiner Regierungszeit den Ruf eines „Medienkanzlers“ inne, der sehr auf sein öffentliches Erscheinungsbild achtete und insbesondere im Fernsehen omnipräsent war. Er habe sich wie kein Kanzler vor ihm auf seine Wirkung in den Medien und seine große Popularität, die laut Meinungsumfragen immer weit höher als die seiner Partei war, verlassen. Zu Beginn seiner ersten Amtszeit im Februar 1999 soll er gesagt haben, dass er zum Regieren nur „Bild, BamS und Glotze“ brauche. Während viele seine Ausstrahlung als besonders charismatisch empfanden, hielten ihm seine Kritiker vor, er versuche durch gezielte Schlagwortbildung wie Neue Mitte, Aussagen wie „Basta!“ oder die sogenannte Politik der ruhigen Hand sein Bild in der Öffentlichkeit zu beeinflussen. Im Oktober 2006 druckten die Bild sowie der Spiegel vorab Auszüge aus seiner Biographie Entscheidungen – Mein Leben in der Politik. Schröder trat in einem TV-Werbespot auch für die Bild auf, um den Vorabdruck zu bewerben. Kurz nach der Wahl zum Bundeskanzler 1998 fiel Schröder durch die für sozialdemokratische Politiker bis dahin eher unübliche Zurschaustellung von Luxus (Brioni-Anzüge und Cohiba-Zigarren) auf. Wegen seines guten Verhältnisses zur Wirtschaft wurde er von den Medien gern als der „Genosse der Bosse“ bezeichnet.
Im Jahre 2002 erwirkte Schröder eine einstweilige Verfügung gegen die Behauptung der Presseagentur ddp, er töne seine Haare. Im März 2004 belegte Schröder die Bild-Zeitung und andere Erzeugnisse des Axel-Springer-Verlags mit einem Interview-Boykott, weil sie seiner Ansicht nach zu einseitig über die Regierungsarbeit berichteten. Von dieser Seite aus wurde der Boykott als Einschränkung der Pressefreiheit bezeichnet. Nach der Bundestagswahl 2005, die zu seiner Ablösung als Bundeskanzler führte, beklagte Schröder „vermachtete Medien“ und „Medienmanipulation“ und drohte einem Journalisten des Spiegel: „Ihre Zunft muss aufpassen!“

### Elefantenrunde 2005
Schröders Verhalten in der sogenannten „Elefantenrunde“ nach der Bundestagswahl 2005 wurde von einem Teil der Öffentlichkeit amüsiert, vom anderen als Beispiel eines uneinsichtigen Wahlverlierers wahrgenommen. In der traditionellen Fernsehdiskussion um 20:15 Uhr am Wahlabend, als zu diesem Zeitpunkt das amtliche Wahlergebnis der Bundestagswahl 2005 noch nicht feststand und die rot-grüne Koalition nach den Hochrechnungen zwar deutlich in Bezug auf die vorangegangenen Umfragen aufgeholt hatte, jedoch keine Mehrheit mehr im Deutschen Bundestag besaß, brach sich Schröders Verärgerung über die seiner Auffassung nach kampagnenartige Berichterstattung in den Medien der letzten Monate über die rot-grüne Bundesregierung und den Umfrageergebnissen Bahn.
In Anbetracht des knappen Rückstands der SPD gegenüber der CDU/CSU attackierte Schröder die Medien und die Opposition. Schröder warf den Medien vor, durch die veröffentlichten Meinungsumfragen, die meist eine knappe Mehrheit für eine schwarz-gelbe Regierung vorhergesagt hatten, seine Koalition im Wahlkampf zu negativ dargestellt und damit benachteiligt zu haben. Für diese Äußerungen wurde er unter anderem vom Deutschen Journalistenverband kritisiert. Den Moderatoren sagte er: „Ich bleibe Bundeskanzler, auch wenn Medien wie Sie dagegen gearbeitet haben.“ Zwar räumte Schröder die Niederlage der SPD ein: „Wir haben verloren, das ist doch gar keine Frage, und das schmerzt mich“, zugleich machte er jedoch seinen Führungsanspruch bei der Bildung einer möglichen Großen Koalition geltend: „Nur unter meiner Führung“. In Bezug auf die Kanzlerkandidatur von Angela Merkel äußerte Schröder: „Aber sie wird keine Koalition unter ihrer Führung mit meiner sozialdemokratischen Partei hinkriegen. Das ist eindeutig. Machen Sie sich da gar nichts vor!“ und warf Angela Merkel vor, „Machtansprüche auf Grund von Formalien“ zu stellen. Letztlich kam es doch zu einer Großen Koalition unter Führung von Angela Merkel und der CDU/CSU. Später bezeichnete Schröder seinen Auftritt in der Elefantenrunde als „suboptimal“.

### Schröder und Carsten Maschmeyer
Der Investment-Unternehmer Carsten Maschmeyer unterstützte Schröder vor der Landtagswahl 1998 in Niedersachsen, indem er für 650.000 DM eine Pro-Schröder-Anzeigenkampagne in verschiedenen überregionalen Tageszeitungen schalten ließ. Ihm wird vorgeworfen, er habe dadurch Einfluss auf die Politik gewinnen wollen. Unter Schröders Bundesregierung sei es Maschmeyers Unternehmen AWD möglich gewesen, in Deutschland hochriskante Finanzprodukte zu vertreiben – anders als in vielen anderen europäischen Ländern. Nach der gewonnenen Bundestagswahl soll es nach Angaben einer Mitarbeiterin der Staatskanzlei auch ein „Dankeschön-Abendessen“ mit Maschmeyer gegeben haben. Bundeskanzler Schröder soll im Jahr 2004 laut einer internen AWD-Mitarbeiterzeitung vor AWD-Führungskräften erklärt haben: „Sie als AWD-Mitarbeiter erfüllen eine staatsersetzende Funktion. Sichern Sie die Rente Ihrer Mandanten, denn der Staat kann es nicht.“ Diese Nähe zur Regierung Schröder habe dazu geführt, dass viele Kunden dem AWD vertraut hätten. Das Unternehmen vermittelte zehntausenden Deutschen verlustreiche Fonds, die ihre Anteile zum Teil sogar auf Kredit finanzierten und letztlich viel Geld verloren. Maschmeyer erwarb die Rechte an Schröders Memoiren, als gezahlte Summe wurden dafür eine oder zwei Millionen Euro genannt.

### Schröder als Satireobjekt
Während Schröders Amtszeit als Bundeskanzler wurde seine Person verschiedentlich parodiert. Besondere Bekanntheit erlangte die Gerd-Show von Schröder-Imitator Elmar Brandt.
Die im September 2000 produzierte Single Hol mir ma ne Flasche Bier von Stefan Raab, die einen gleichlautenden Sprachausschnitt Schröders von einer Festveranstaltung enthält, erreichte in Deutschland Platz zwei der Musikcharts.
Die Toten Hosen veröffentlichten auf dem Album Auswärtsspiel aus dem Jahr 2002 das Lied Kanzler sein, in dem die Aufgaben von Schröder als Belastung karikiert werden.
Der Steuersong aus dem Jahr 2002, ebenfalls von Elmar Brandt, war sechs Wochen lang Nummer eins der deutschen Hitparade. Brandt nannte sich für dieses Lied Las Kanzlern, in Anlehnung an die spanische Band Las Ketchup, von deren damals aktuellem Lied Aserejé (The Ketchup Song) die Melodie stammte.
Beim alljährlichen Starkbieranstich-Singspiel auf dem Münchner Nockherberg wurde Schröder über zehn Jahre lang von insgesamt drei Darstellern imitiert, zuletzt durch den Kabarettisten André Hartmann.
Sein Engagement als russischer Gas-Lobbyist brachte ihm durch die Boulevardpresse den Spitznamen „Gas-Gerd“ ein. Besonders die Bild verwendet diesen Spitznamen seit Jahren despektierlich. Der genauere Spitzname „Gazprom-Gerd“ wird auch außerhalb der Boulevardpresse verwendet.

## Kritik wegen Russland-Kontakten und Entzug von Mitarbeiterstellen

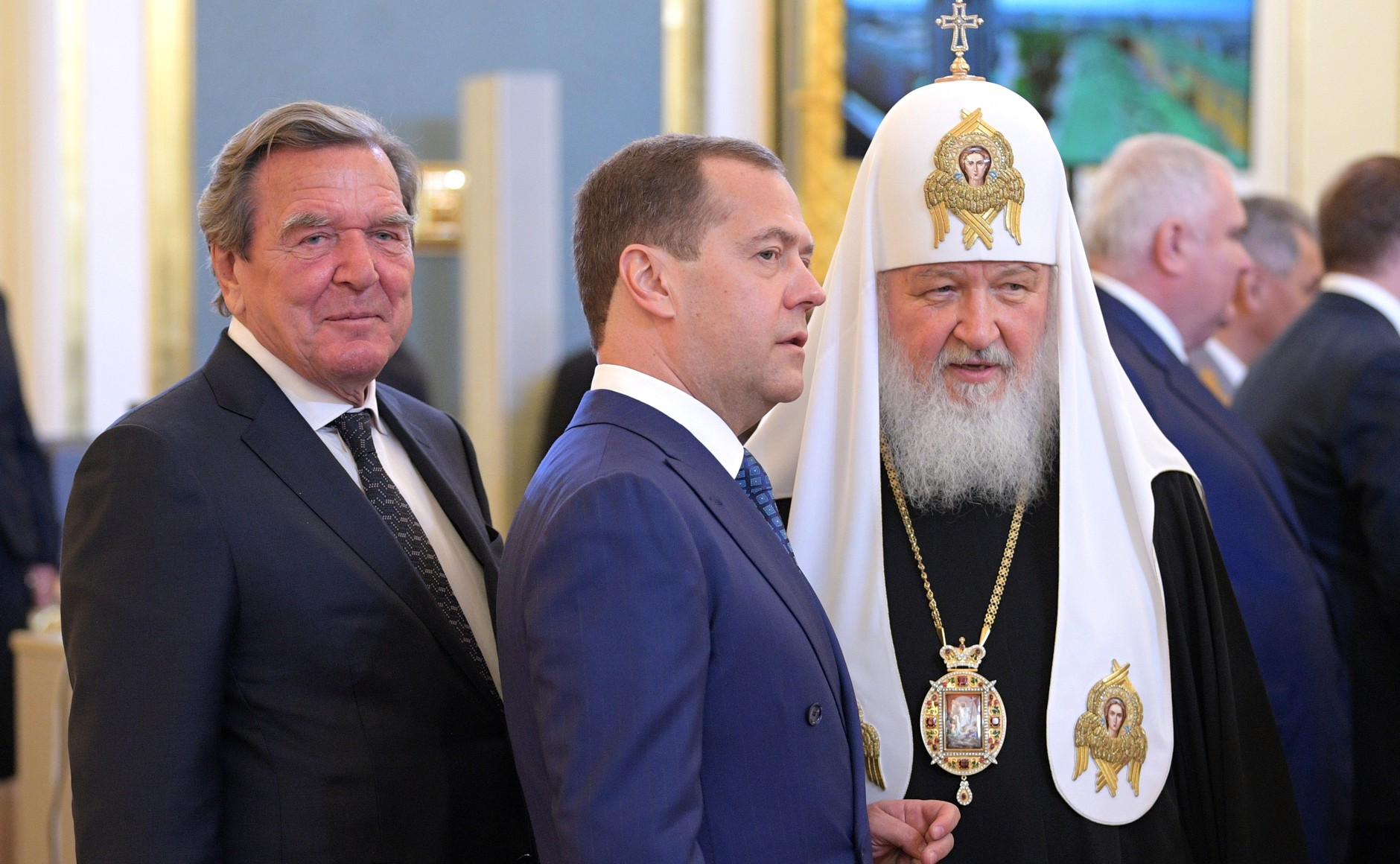
Schröder mit Dmitri Medwedew und Patriarch Kyrill bei der Amtseinführung des russischen Staatspräsidenten Wladimir Putin (2018)

Bei der Vereidigung Wladimir Putins nach der Wahl 2018 im Andreas-Saal des Kreml war Schröder nach dem Patriarchen der russisch-orthodoxen Kirche Kyrill I. und noch vor Ministerpräsident Dmitri Medwedew die zweite von nur drei Personen, die Putin die Hand zur Gratulation reichten.
Infolge des russischen Einmarsches in die Ukraine 2022 geriet Schröder sowohl in Deutschland als auch international stark wegen seiner Position zu Russland und zum Ukraine-Krieg in die Kritik. Weil Schröder sich nicht vom russischen Krieg gegen die Ukraine distanzierte, forderte ihn die SPD-Spitze zum Parteiaustritt auf. Für Irritationen sorgte Schröder unter anderem, als er mitten in der Eskalation vor dem russischen Angriff Forderungen der Ukraine nach Waffenlieferungen als „Säbelrasseln“ kritisierte. Durch seine Haltung bzw. die ausbleibende Distanzierung zum russischen Präsidenten Putin isolierte sich Schröder zunehmend. Der Fußballverein Borussia Dortmund entzog Gerhard Schröder am 2. März 2022 mit sofortiger Wirkung die Ehrenmitgliedschaft wegen seiner Aufsichtsratstätigkeit für den russischen Ölkonzern Rosneft. Als Grund hierfür wurde angegeben, dass eine solche Tätigkeit vor dem Hintergrund des russischen Angriffskrieges in der Ukraine aus Vereinssicht inakzeptabel sei. Der Deutsche Fußball-Bund prüfte Schröders Ehrenmitgliedschaft und stellte ihm ein Ultimatum für den Verzicht auf Funktionen in russischen Staatskonzernen. Am 11. März entzog der DFB-Bundestag ihm die Ehrenmitgliedschaft. Der Sportverein Hannover 96 kündigte im März 2022 an, einen Ausschluss Schröders zu prüfen. Im April 2022 trat Schröder selbst aus.
SPD-Generalsekretär Kevin Kühnert schloss ein Parteiausschlussverfahren gegen Schröder einige Tage vor Kriegsbeginn aus; der Vorstand der SPD bat Schröder, sich mit öffentlichen Äußerungen zu dem Konflikt zurückzuhalten. Am 4. März 2022 entschied die SPD, Schröder fortan nicht mehr auf ihrer Homepage in einer Liste großer Sozialdemokraten zu führen; die Nennung an dieser Stelle passe nicht in die aktuelle Situation. Entgegen der Tradition, die früheren Parteivorsitzenden zu SPD-Parteitagen einzuladen, entschied die Spitze der Partei im Mai 2023, Schröder zum Parteitag vom 8.–10. Dezember 2023 in Berlin keine Einladung zukommen zu lassen. Schröder hatte zuvor schon zur Feier zum 160-jährigen Bestehen der SPD am 23. Mai 2023 keine Einladung erhalten.
Im Rat der Stadt Hannover gab es auf Antrag der CDU eine Debatte über die Aufhebung von Schröders Ehrenbürgerschaft, falls er nicht von seinen Posten bei russischen Konzernen zurückträte. Hannovers Oberbürgermeister Belit Onay (Bündnis 90/Die Grünen) appellierte an Schröder, die Ehrenbürgerwürde niederzulegen. Schröders Ex-Frau Doris Schröder-Köpf gab nach ersten Meldungen über einen etwaigen Entzug der Ehrenbürgerschaft zu bedenken, man dürfe „Gerd nicht in eine Reihe mit Hitler stellen“. Der Verwaltungsausschuss der Stadt leitete ein Verfahren zur Aufhebung der Ehrenbürgerschaft ein, worüber der Rat am 31. März 2022 abstimmen sollte. Schröder kam am 15. März dem drohenden Entzug zuvor und schrieb an den Oberbürgermeister der Stadt Hannover, er gebe die Ehrenbürgerwürde „unwiderruflich“ zurück.
Am 19. Mai 2022 beschloss der Haushaltsausschuss des Bundestages, Schröder die bisherige Ausstattung mit Mitarbeitern und Büros zu streichen. Nie zuvor waren einem Altbundeskanzler die Mitarbeiterstellen gestrichen worden. Sein Ruhegehalt sowie den Personenschutz solle Schröder aber weiterhin bekommen. Schröders Büro waren zuletzt noch vier Mitarbeiterstellen zugeordnet. Die Beschäftigten hatten die Zusammenarbeit aber bereits Wochen zuvor aufgekündigt und darum gebeten, an anderer Stelle eingesetzt zu werden. Im August 2022 klagte Schröder als erster Bundeskanzler a. D. gegen den Beschluss des Bundestages. Durch Urteil vom 4. Mai 2023 wies das Verwaltungsgericht Berlin die Klage ab und entschied damit im Sinne des Bundestages. Die gegen das erstinstanzliche Urteil eingelegte Berufung Schröders wies das Oberverwaltungsgericht Berlin-Brandenburg mit Urteil vom 6. Juni 2024 zurück und ließ die Revision zum Bundesverwaltungsgericht zu, wo Schröder im April 2025 ebenfalls scheiterte, weil der Rechtsweg zu den Verwaltungsgerichten nicht gegeben und für Streitigkeiten über spezifisch verfassungsrechtliche Rechte und Pflichten oberster Staatsorgane nur das Bundesverfassungsgericht zuständig sei.

## Ehrungen und Auszeichnungen

### Preise
- 2000 Deutscher Medienpreis
- 2005 Heinrich-Albertz-Friedenspreis, am 5. März 2022 aberkannt[281]
- 2007 Quadriga-Preis

### Ehrendoktorwürden
Schröder erhielt Ehrendoktorwürden der Tongji-Universität in Shanghai (2002), der Sankt Petersburger Universität (2003), der Marmara-Universität Istanbul (2005), der mathematisch-naturwissenschaftlichen Fakultät der Universität Göttingen (2005), der Finanzuniversität der Regierung der Russischen Föderation, der Damascus University in Syrien (2007), der Università degli Studi di Urbino Carlo Bo (2007) und der Wuhan University of Technology (2024).
Am 28. Mai 2008 wurde er als korrespondierendes Mitglied der Abteilung für Gesellschaftswissenschaften in die Russische Akademie der Wissenschaften (RAN) gewählt. Gewürdigt wurden Schröders Verdienste um die europäisch-russische Verständigung sowie seine Arbeiten zur Sozialdemokratie.

### Ehrenbürger und Volksfreund
Schröder war vom 24. Februar 2006 bis zum 15. März 2022 Ehrenbürger seiner Heimatstadt Hannover. Er gab die Ehrenbürgerschaft wegen seiner im Zuge des russischen Angriffs auf die Ukraine als kritisch bewerteten Nähe zu russischen Staatskonzernen ab und kam so einer Aberkennung zuvor.
Für seine wirtschaftsfreundliche Chinapolitik ist er von der Kommunistischen Partei Chinas als alter Freund des chinesischen Volkes honoriert worden.

### Ehrenmitgliedschaften
Am 9. Dezember 2005 wurde Schröder für seine Verdienste um den deutschen Fußball sowie bei der Bewerbung um die WM 2006 in Deutschland zum Ehrenmitglied des Deutschen Fußball-Bundes ernannt. Außerdem war er Ehrenmitglied bei Borussia Dortmund. Beide Ehrenmitgliedschaften wurden ihm 2022 wegen seiner fehlenden Bereitschaft, seine Führungspositionen bei staatlichen russischen Energiekonzernen nach der russischen Invasion in die Ukraine niederzulegen, entzogen. Schröder wurde bis März 2022 noch in der Liste der Ehrenmitglieder des Reichsbanners Schwarz-Rot-Gold, Bund aktiver Demokraten e. V. aufgeführt.

### Orden
- Großes Verdienstkreuz des Niedersächsischen Verdienstordens (mit Amtsantritt als Niedersächsischer Ministerpräsident)
- Großkreuz des Verdienstordens der Bundesrepublik Deutschland (30. Juni 1999)
- Niedersächsische Landesmedaille (22. Oktober 1999)
- Ritter des Ordens vom Goldenen Vlies der Republik Georgien (2000)
- Companion of Honour des Verdienstordens der Republik Malta (5. November 2001)
- Ritter des Ordens des Weißen Adlers der Republik Polen (4. März 2002)
- Großkreuz des Ordens des Sterns von Rumänien (2004)
- Großer Verdienstorden der Königin Jelena mit Stern und Schulterband für außerordentliche Verdienste bei der Anerkennung Kroatiens und der Unterstützung Kroatiens auf dem Weg in die EU (2007)[288]
- Orden Isabella die Katholische des Königreichs Spanien
- Orden des Marienland-Kreuzes der Republik Estland (2000)[289]
- Orden des Weißen Löwen der Tschechischen Republik (2017)[290]

## Veröffentlichungen
- Der Herausforderer. Im Gespräch mit Peter Gatter. Kindler, München 1986, ISBN 3-463-40036-7.
- Annäherungen. Reden über Bilder und Künstler. Merlin, Gifkendorf 1990, ISBN 3-926112-11-5.
- Reifeprüfung. Reformpolitik am Ende des Jahrhunderts. Kiepenheuer und Witsch, Köln 1993, ISBN 3-462-02251-2.
- Automobilindustrie in Niedersachsen – Industriepolitische Gestaltungsspielräume zur Überwindung der Krise. In: Franz W. Peren (Hrsg.): Krise als Chance. Wohin steuert die deutsche Automobilwirtschaft? Frankfurter Allgemeine Zeitung, Frankfurt am Main 1994, ISBN 3-409-19190-9, S. 139–160.
- Und weil wir unser Land verbessern… 26 Briefe für ein modernes Deutschland. Hoffmann und Campe, Hamburg 1998, ISBN 3-455-11244-7.
- Das deutsch-französische Verhältnis in einem erweiterten Europa. Rede anläßlich der Feier des zehnjährigen Bestehens des Fördervereins des Frankreich-Zentrums am 12. April 2002 in der Universität Freiburg. Rombach, Freiburg im Breisgau 2002, ISBN 3-7930-9335-2.
- Entscheidungen. Mein Leben in der Politik. Hoffmann und Campe, Hamburg 2006, ISBN 3-455-50014-5 (aktualisierte und erweiterte Ausgabe Ullstein, Berlin 2007, ISBN 978-3-548-36937-2) Auch als Hörbuch (2 CDs) bei Hoffmann und Campe ISBN 978-3-455-30466-4.
- Klare Worte: Im Gespräch mit Georg Meck über Mut, Macht und unsere Zukunft. Verlag Herder, Freiburg 2014, ISBN 978-3-451-30760-7.

## Schröder als Thrillerfigur
Schröder und Putin werden im Ökothriller Der neunte Arm des Oktopus (2020) des Drogerieunternehmers Dirk Roßmann als fiktionale Figuren verwendet. Schröder ließ Putin ein Exemplar des Buches zukommen.

## Dokumentarfilm
- Lucas Stratmann: Außer Dienst? Die Gerhard Schröder Story, 59:37 Min. NDR 2024. In der ARD-Mediathek seit 8. April 2024 (dort verfügbar bis 2. April 2026).